# الأوروغواي
الأوروغواي (تلفظ ‎[ˈjʊərəɡwaɪ]‏ ، تلفظ بالإسبانية: ‎/uɾuˈɣwai/‏) أو رسميًا جمهورية الأوروغواي الشرقية  ((بالإسبانية: República Oriental del Uruguay)، تلفظ بالإسبانية: ‎/reˈpuβlika oɾjenˈtal del uɾuˈɣwai/‏) هي دولة تقع في الجزء الجنوبي الشرقي من أمريكا الجنوبية. يقطنها نحو 3.5 مليون شخص  منهم 1.4 مليونًا يعيشون في العاصمة مونتيفيديو ومنطقتها الحضرية. تقدر نسبة سكانها من أصول أوروبية بنحو 88% من السكان.
حدود الأوروغواي البرية الوحيدة هي مع ريو غراندي دو سول في البرازيل وتقع إلى الشمال. يحدها من الغرب نهر أوروغواي ومن الجنوب الغربي خور ريو دي لا بلاتا، حيث تقع الأرجنتين على الضفة الأخرى من هذه المسطحات المائية، بينما تطل في الجنوب الشرقي على المحيط الأطلسي. تبلغ مساحة الأوروغواي حوالي 176,000 كم2 وهي ثاني أصغر دولة في أمريكا الجنوبية بعد سورينام.
تأسست كولونيا دل ساكرامنتو وهي واحدة من أقدم المستوطنات الأوروبية في الأوروغواي من قبل البرتغاليين عام 1680. بينما تأسست مونتفيديو من قبل الإسبان في القرن الثامن عشر كمعقل عسكري. حصلت الأوروغواي على استقلالها في 1811-1828 بعد صراع ثلاثي بين إسبانيا والأرجنتين والبرازيل. الدولة ديمقراطية دستورية حيث يؤدي الرئيس مهام رئيس الدولة ورئيس الحكومة.
الأوروغواي واحدة من أكثر بلدان أمريكا الجنوبية نموًا من الناحية الاقتصادية، حيث الناتج المحلي الإجمالي للفرد مرتفع ونوعية الحياة في المرتبة 48 عالميًا. يستند اقتصاد البلاد إلى حد كبير على الزراعة (تشكل 10% من إجمالي الناتج المحلي وأكبر قطاعات التصدير) والقطاع الحكومي. وفقًا لمنظمة الشفافية الدولية تصنف الأوروغواي على أنها البلد الأقل فسادًا في أمريكا اللاتينية (مع تشيلي)،  حيث ظروفها السياسية وظروف العمل من بين الأكثر حرية في القارة.

## أصل التسمية
يعود أصل اسم «أوروغواي» إلى اللغة الغوارانية (لغة أهالي الباراغواي) حيث يعني حرفياً «النهر حيث تعيش الطيور الملونة». أما الاسم الرسمي للبلاد «جمهورية الأوروغواي الشرقية» فيعود أصله إلى موقعها الجغرافي المحاذي للضفة الشرقية لنهر الأوروغواي وذلك على الرغم من أن الأوروغواي تقع في نصف الكرة الغربي.

## التاريخ

### ما قبل كولومبوس والاستعمار الأوروبي

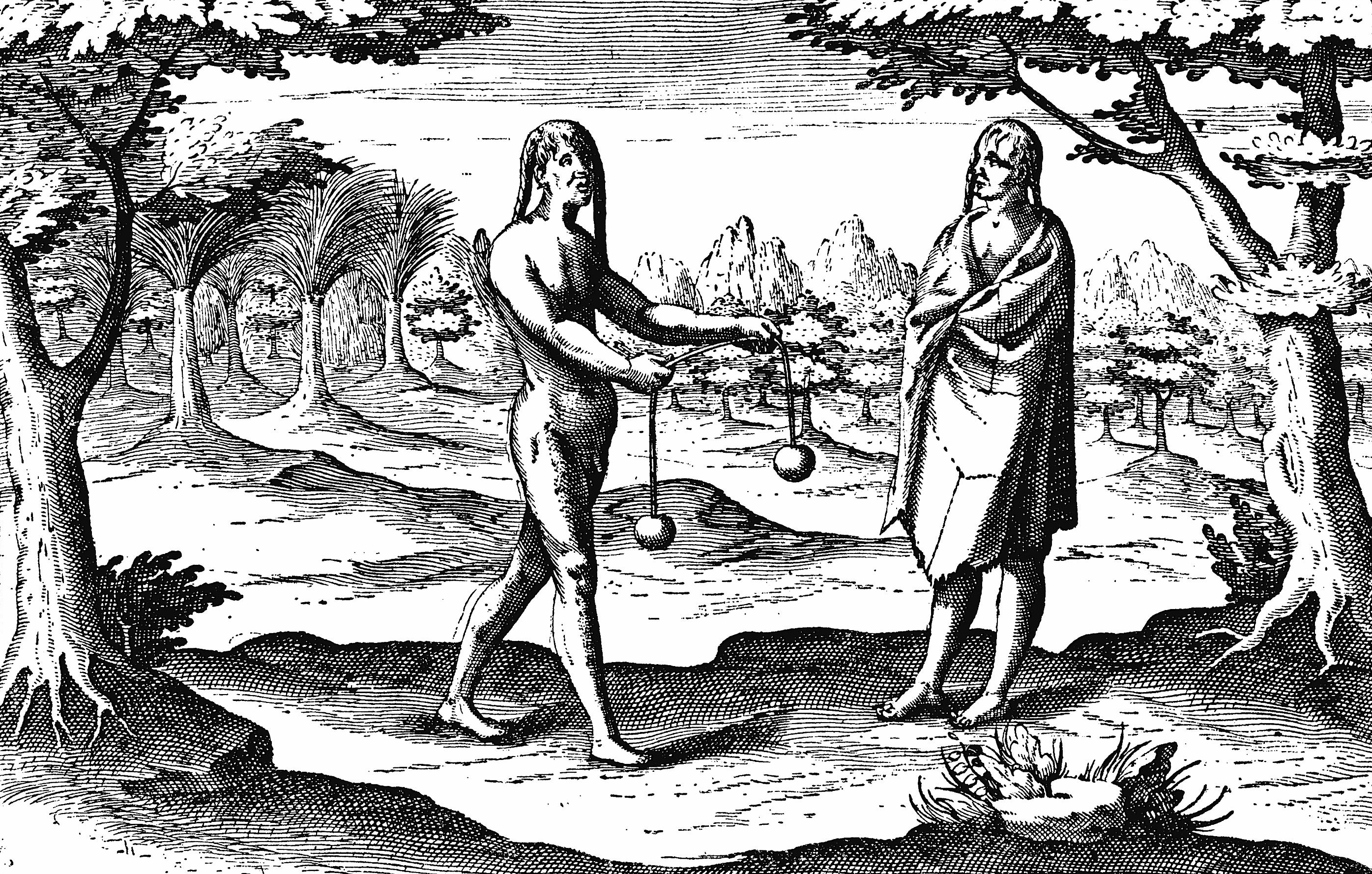
هنود نهر بليت مستخدمين بوليادوراس (بريشة هندريك أوتسين 1603)

كانت جماعة تشاروا السكان الوحيدين الموثق وجودهم في الأوروغواي قبل الاستعمار الأوروبي، وهم جماعة صغيرة دفعها شعب غواراني من موطنها الأصلي في باراغواي باتجاه الجنوب. توجد أيضًا أمثلة على رسومات صخرية قديمة في مواقع مثل تشامانجا وأماكن أخرى.
وصل الإسبان الأوروغواي الحالية عام 1516 ولكن مقاومة الجماعات المحلية الشرسة للغزو بالإضافة إلى عدم وجود الذهب أو الفضة أدت إلى استيطان محدود للمنطقة خلال القرنين السادس عشر والسابع عشر. أصبحت الأوروغواي بعدها محط خلاف بين الإمبراطوريتين الإسبانية والبرتغالية. في عام 1603 بدأ الإسبان تقديم الماشية للمنطقة والتي أصبحت مصدر الثروة. تأسست أول مستوطنة دائمة في أراضي الأوروغواي من قبل الإسبان في 1624 في سوريانو على ريو نيغرو. بين عامي 1669-1671 بنى البرتغاليون قلعة في كولونيا دل ساكرامنتو. توسع الاستعمار الإسباني مدفوعًا برغبة إسبانيا للحد من التوسع البرتغالي على حدود البرازيل.
أنشأ الإسبان مونتيفيديو في القرن الثامن عشر وكانت حينها ثكنة عسكرية؛ سرعان ما تطور ميناؤها الطبيعي إلى منطقة تجارية نافست العاصمة الأرجنتينية بوينس آيرس. تمثل تاريخ الأوروغواي في بداية القرن التاسع عشر بمعارك بين القوات البريطانية والإسبانية والبرتغالية للهيمنة على منطقة بلاتا. في عامي 1806 و1807 حاول الجيش البريطاني الاستيلاء على بوينس آيرس كجزء من الحروب النابليونية. نتيجة لذلك وفي بداية عام 1807 احتلت قوة بريطانية مونتيفيديو قوامها 10,000 جندي حتى منتصف العام عندما غادروا لمهاجمة بوينس آيرس.

### صراع الاستقلال

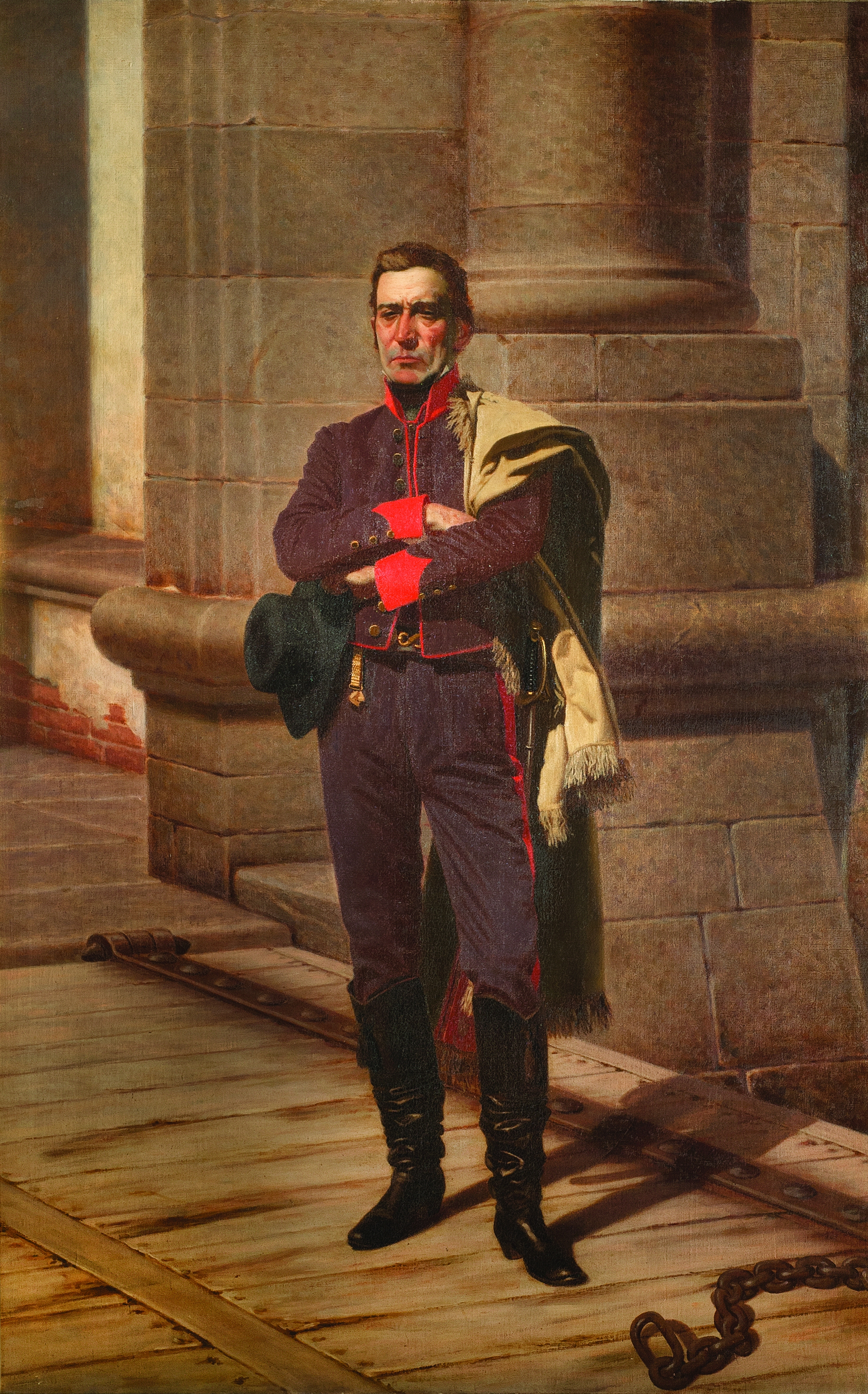
خوسيه جرفاسيو أرتيغاس

في عام 1811، أطلق خوسيه جرفاسيو أرتيغاس - والذي أصبح بطلًا وطنيًا أوروغوانيًا - ثورة ناجحة ضد السلطات الإسبانية. ألحق بهم الهزيمة في 18 مايو في معركة لاس بيدراس. في عام 1814 شكل ليغا فيدرال (الرابطة الاتحادية) وأعلن نفسه حاميها.
بين عامي 1815-1820 كانت الأوروغواي المركز السياسي للرابطة الفيدرالية أو رابطة الشعوب الحرة. كان المقصود من هذه الرابطة الامتداد لتضم الأوروغواي والأرجنتين والتي لم يكن ينظر إليها بعد ككيانات منفصلة. كانت منافسًا لـ«المقاطعات المتحدة في أمريكا الجنوبية» والتي تطورت إلى الأرجنتين الحديثة.
في عام 1821، ضمت البرازيل المنطقة الشرقية (الأوروغواي في الوقت الحاضر)، كجزء من مملكة متحدة تضم البرتغال والبرازيل والغرب. أطلق عليها اسم سيسبلاتينا بروفينسيا. استقلت الإمبراطورية البرازيلية عن البرتغال في 1822. ردًا على الضم، أعلن الشرقيون الثلاثة والثلاثون بقيادة خوان أنطونيو أفاييخا الاستقلال في 25 أغسطس 1825 بدعم من مقاطعات ريو دي لا بلاتا المتحدة (الأرجنتين في الوقت الحاضر).
أدى ذلك إلى حرب الخمسمائة يوم بين الأرجنتين والبرازيل. لم ينجح أي الفريقين في السيطرة على القتال وفي عام 1828 ولدت جمهورية الأوروغواي في معاهدة مونتيفيديو برعاية من المملكة المتحدة. اعتمد دستور البلاد الأول في 18 يوليو 1830. شهد ما تبقّى من القرن التاسع عشر سلسلة من الرؤساء المنتخبين والمعينين وتدخلات من قبل الدول المجاورة وصراعات معها، وتقلبات سياسية واقتصادية وتدفقات كبيرة من المهاجرين معظمهم من أوروبا.

### الحرب الكبرى 1839-1852

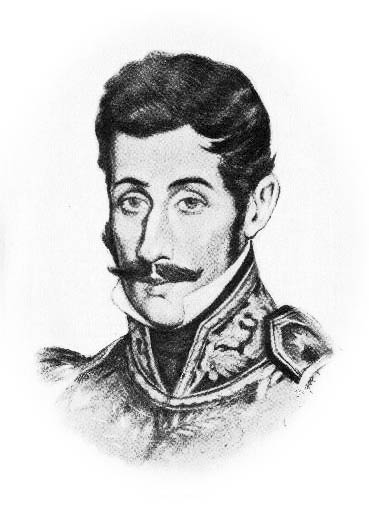
مانويل أوريبي

انقسم المشهد السياسي في الأوروغواي بين طرفين، البلانكوس (البيض) المحافظين والكولورادوس (الحمر) الليبراليين. كان على رأس الكولورادوس فركتوسو ريفيرا ومثلوا المصالح التجارية في مونتيفيديو، بينما ترأّس البلانكوس مانويل أوريبي، والذي مثل المصالح الزراعية في الريف وتعزيز الحمائية. حصلت المجموعتان على اسميهما من لون الشارات التي كانوا يرتدون. ارتبط طرفا النزاع في الأوروغواي لاحقاً بالفصائل السياسية المتنازعة في الأرجنتين المجاورة.
فضل كولورادوس اليونيتاريوس الليبراليين المنفيين من الأرجنتين، الذين لجأ العديد منهم إلى مونتيفيديو، بينما كان الرئيس الأوروغوياني البلانكو حينها مانويل أوريبي صديقاً حميماً للحاكم الأرجنتيني مانويل دي روساس. اتخذ أوريبي جانب روساس عندما حاصرت القوات البحرية الفرنسية بوينس آيرس في 1838. دفع هذا الأمر بالكولورادوس واليونيتاريوس المنفيين في التماس الدعم الفرنسي ضد أوريبي وفي 15 يونيو 1838، انقلب جيش بقيادة ريفيرا زعيم الكولورادوس على الرئيس الذي فرَّ إلى الأرجنتين. أعلن اليونيتاريوس تشكيل حكومة أرجنتينية في المنفى في مونتيفيديو، وبتشجيع فرنسي سري أعلن رفييرا الحرب على روساس في 1839. دام الصراع مع الأرجنتين 13 عاماً وأصبح يعرف باسم «الحرب العظمى».
في عام 1840، حاول جيش اليونيتاريوس المنفيين غزو شمال الأرجنتين من الأوروغواي لكنهم لم يحققوا أي نجاح يذكر. في ديسمبر 1842، ألغى الرئيس خواكين سواريز الرق رسمياً. بعدها بشهرين، اجتاح الجيش الأرجنتيني الأوروغواي باسم أوريبي. استطاع الجيش الأرجنتيني السيطرة على معظم أنحاء البلاد لكنه فشل في الاستيلاء على العاصمة. فرض لحصار المفروض على مونتيفيديو في شباط / فبراير 1843 ودام تسع سنوات وسيطر على خيال العالم، حيث قارنه ألكسندر دوما الأب بحرب طروادة جديدة. دعا الأجانب المقيمون للحصول على مساعدة وتشكلت فيالق فرنسية وإيطالية. قاد الأخيرة منها المنفي جوزيبي غاريبالدي الذي كان يعمل مدرسا للرياضيات في مونتيفيديو عندما اندلعت الحرب.

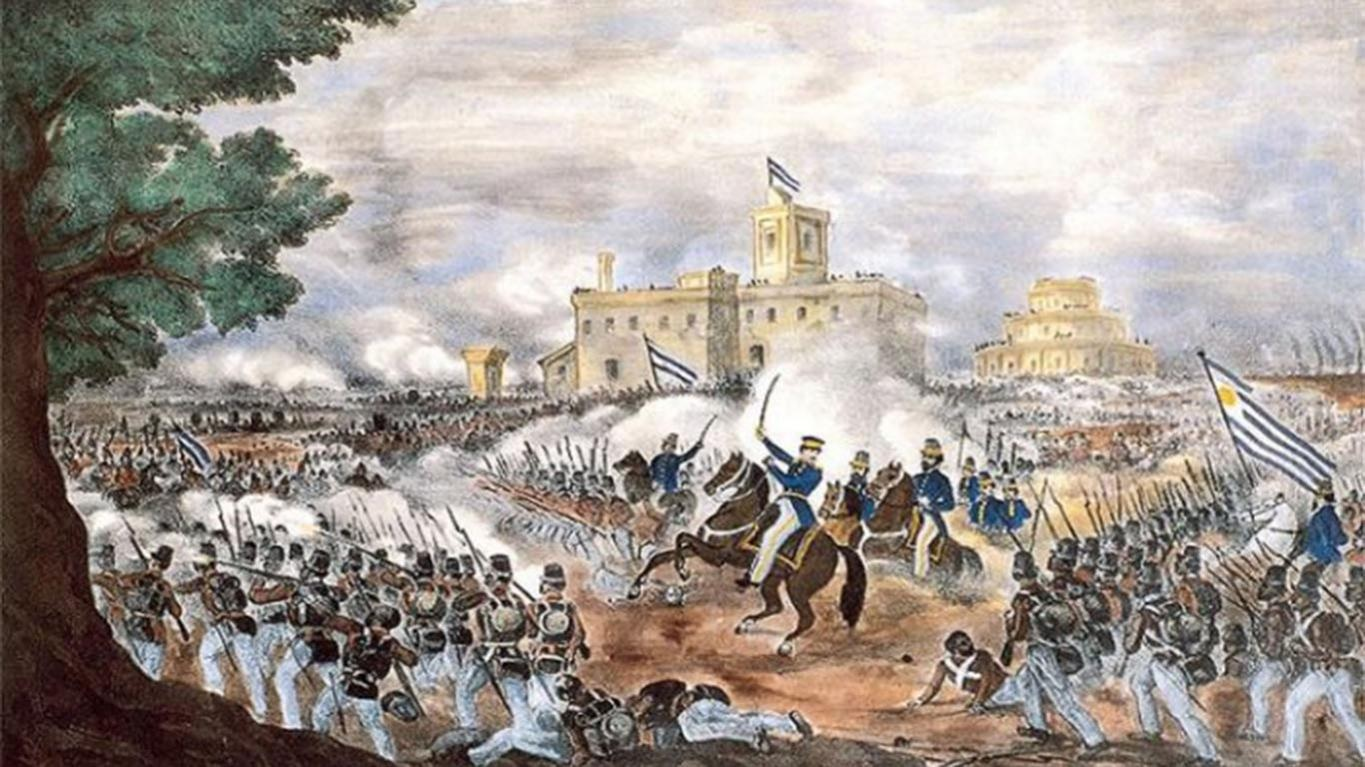
معركة كاسيروس

نصب غاريبالدي أيضاً رئيساً للبحرية الأوروغويانية. شارك في العديد من الأعمال الشهيرة خلال الحرب، ولا سيما في معركة سان انطونيو، التي أكسبته صيتاً عالمياً باعتباره زعيماً محنكاً في حرب العصابات. كان الحصار الأرجنتيني لمونتيفيديو غير فعال حيث لم يحاول روساس عموماً التدخل في النقل البحري الدولي على نهر بلايت. لكن في عام 1845، عندما تم حظر الوصول إلى باراغواي، تحالفت بريطانيا وفرنسا ضد روساس، واستولتا على أسطوله وحاصرتا بوينس آيرس، كما انضمت البرازيل ضد الأرجنتين.
توصل روساس إلى اتفاقات سلام مع بريطانيا العظمى وفرنسا على التوالي في عامي 1849 و 1850. اتفق على سحب الفيلق الفرنسي في حال أجلى روساس القوات الأرجنتينية من الأوروغواي. احتفظ أوريبي بحصار فضفاض على العاصمة. في عام 1851، انقلب الزعيم الأرجنتيني خوستو خوسيه دي أوركيزا على روساس ووقع اتفاقاً مع اليونيتاريوس في المنفى والكولورادوس في الأوروغواي والبرازيل ضد روساس. عبر أوركيزا إلى الأوروغواي وانتصر على أوريبي ورفع الحصار عن مونتيفيديو. ثم أطاح بروساس في معركة كاسيروس في 3 فبراير 1852. وبهزيمة روساس ونفيه أتت «غيرا غراندي» أو الحرب الكبرى إلى نهايتها.

### حرب التحالف الثلاثي
مقال رئيسي: حرب الأوروغواي؛ الحرب الباراجوانية
في 1855، اندلعت حرب جديدة بين الأطراف المتنازعة. وتصل ذروتها خلال حرب التحالف الثلاثي. في عام 1863، نظم الجنرال من الكولورادوس فينانسيو فلوريس انتفاضة مسلحة ضد الرئيس من البلانكوس برناردو برودينسيو برو. انتصر فلوريس بدعم من البرازيل والأرجنتين والذين دعموه بالقوات والأسلحة، بينما تحالف برو مع الزعيم البارغوياني فرانسيسكو سولانو لوبيز.
عندما أطيح بحكومة برو عام 1864 بمساعدة برازيلية، اتخذها لوبيز ذريعة لإعلان الحرب على الأوروغواي. نجم عن ذلك حرب التحالف الثلاثي، وهي صراع استمر خمس سنوات حاربت فيها جيوش الأوروغواي والبرازيل والأرجنتين جيوش الباراغواي، والتي فاز فيها أخيراً فلوريس، لكن بعد أن خسر 95 ٪ من قواته. لم يتمتع فلوريس بنصره لفترة طويلة. حيث اغتيل في عام 1868 في نفس اليوم الذي قتل فيه برو.
أتعبت الفوضى كلا الطرفين، وفي عام 1870 توصلا إلى اتفاق لتحديد مناطق النفوذ: سيطر الكولورادوس على مونتيفيديو والمنطقة الساحلية بينما البلانكوس على المناطق النائية ذات الملكيات الزراعية. كما عوض البلانكوس عن حصصهم في العاصمة بمبلغ قدره نصف مليون دولار. لكن عقلية الزعيم المطلق كان من الصعب أن تمحى من الأوروغواي وبلغ التناحر السياسي ذروته في ثورة الرماح (1870-1872)، وبعد ذلك مع انتفاضة أباريسيو سارافيا الذي أصيب بجروح قاتلة في معركة ماسولير 1904.

### التطورات الاجتماعية والاقتصادية حتى 1890
بعد الحرب الكبرى استقبلت البلاد ارتفاعاً حاداً في أعداد المهاجرين وأغلبهم من إيطاليا وإسبانيا. ارتفعت نسبة المهاجرين من تعداد السكان البلاد من 48 ٪ من السكان في عام 1860 إلى 68 ٪ في عام 1868. في سبعينات القرن التاسع عشر وصلت ما يقرب من 100,000 من الأوروبيين حيث أنه وبحلول عام 1879 بلغ تعداد سكان الأوروغواي حوالي 438000 شخص يعيشون في الأوروغواي وربعهم في في مونتيفيديو. في 1857 افتتح أول البنوك في البلاد وبدأ نظام القناة بعد ثلاث سنين واستخدم أول خط تلغراف وبنيت السكك الحديدية بين العاصمة والريف.
شهد الاقتصاد نمواً حاداً بعد الحرب وقبل كل شيء في تربية المواشي والتصدير. بين عامي 1860 و 1868 ارتفعت أعداد الأغنام من 3 إلى 17 مليوناً. ويعود السبب في هذه الزيادة قبل كل شيء إلى تحسين أساليب التربية التي جلبها المهاجرون الأوروبيون.
أصبحت مونتيفيدو مركزاً اقتصادياً رئيسياً في المنطقة. بفضل مينائها الطبيعي، أصبحت ميناء وسيطاً لسلع الأرجنتين والبرازيل وباراغواي. كما شهدت مدينتا بايساندو وسالتو وكلاهما على نهر أوروغواي تطوراً مماثلاً.

### القرن العشرون

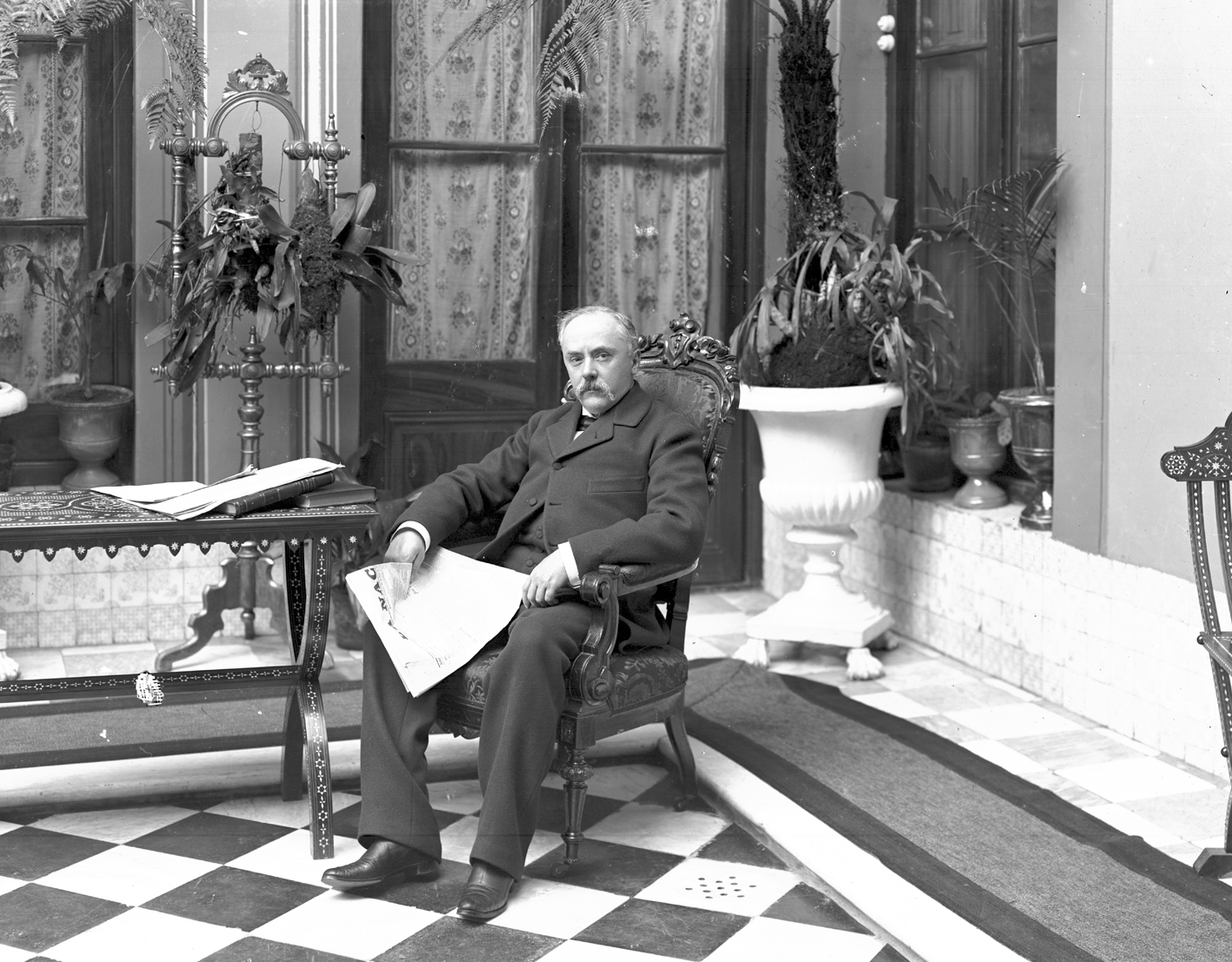
خوان إديارتي بوردا

تسارعت التنمية خلال الشطر الأخير من القرن التاسع عشر وقدمت الأعداد المتزايدة من المهاجرين الشركات واشترت الأراضي. أدخلت الأغنام إلى الماشية جزئياً من خلال المهاجرين كما سورت المزارع واستوردت الثيران والكباش لتحسين الثروة الحيوانية. شجعت الأرباح من الصوف (والذي تصدر الصادرات 1884) والجلود واللحوم المجففة البريطانيين للاستثمار في بناء السكك الحديدية مما ساعد أيضاً على تحديث مونتيفيديو ولا سيما في المرافق العامة ونظام النقل الأمر الذي شجع على المزيد من الهجرة.
في سنة 1876، سيطرت القوات المسلحة الأوروغوانية على الحكومة وساعدتها الاتصالات المتطورة على السيطرة بحزم على البلاد. مع ذلك تراجع التأييد الشعبي للنظام في نهاية المطاف بسبب وحشية وفساد بعض قادتها، وتشكلت حكومة مدنية بقيادة الكولورادوس في عام 1890.
تصاعدت مطالب البلانكوس بدور أكبر في الحكومة في ثورة سنة 1897 بقيادة أباريسيو سارافيا والتي انتهت باغتيال الرئيس من الكولورادوس خوان إديارتي بوردا على يد قاتل لا يرتبط بالبلانكوس. على الرغم من أن الصراعات بين الكولورادوس والبلانكوس أعاقت التنمية الاقتصادية، إلا أن تعداد سكان الأوروغواي ارتفع سنة 1900 إلى مليون نسمة أي بزيادة تبلغ 13 ضعفاً عن مستوى سنة 1830. انتخب زعيم كولورادوس خوسيه بتلي أي أوردونيز رئيسا في 1903. قاد البلانكوس في العام التالي ثورة ريفية أدت إلى ثمانية أشهر من القتال الدامي قبل أن يقتل سارافيا في المعركة وخرجت القوات الحكومية منتصرة. في سنة 1905 فاز الكولورادوس بأول انتخابات تشريعية شفافة خلال 30 عاماً وتحقق الاستقرار الداخلي أخيراً.
استغل باتلي والذي أصبح بطلاً للكولورادوس استقرار البلاد والرخاء والنمو الاقتصادي لإجراء إصلاحات رئيسية بما في ذلك زيادة تدخل الدولة في الشؤون الاقتصادية. ساعدت إدارته على توسيع تربية المواشي والحد من اعتماد البلاد على الواردات ورأس المال الأجنبي وتحسين ظروف العمال من خلال إصلاحات اجتماعية بعيدة المدى وتوسيع نطاق التعليم. بالإضافة إلى ذلك ألغى باتلي عقوبة الإعدام وسمح للمرأة ببدء إجراءات الطلاق وزيادة حقوق الأطفال المولودين خارج نطاق الزوجية والحد من النفوذ السياسي للكنيسة الكاثوليكية الرومانية مما عكس تزايد الاتجاهات نحو التحرر الاجتماعية والعلمانية في الأوروغواي.
حكم باتلي فترتين (1903-1907 و 1911-1915)، حيث قام مدفوعاً بالقلق من عكس إصلاحاته على يد رئيس تال أو دكتاتور بإصلاح دستوري يضع حداً للرئاسة واستبدالها بجمعية تنفيذية تدعى «كولجيادو». أدت خطة باتلي الجريئة إلى انقسام الكولورادوس وتنشيط معارضة البلانكوس وهزمت الكولجيادو عام 1916 في أول انتخابات تجرى بالاقتراع السري في البلاد. حافظ باتلي على قدر كبير من الهيبة والدعم سمحا له بالتوصل إلى حل وسط لإنقاذ الكولجيادو جزئياً. وهكذا في الدستور الصادر عام 1918 قسمت السلطة التنفيذية بين الرئيس والمجلس الوطني للإدارة.
تشكلت حكومة إجماع وطني بسياسات أكثر حذراً ما عدا في التشريعات الاجتماعية. قدم الدعم لرفع مستويات المعيشة من خلال اقتصاد تربية المواشي التي توقفت عن النمو، والتي كانت معضلة نجمت عن ارتفاع أسعار الصادرات في أواخر العشرينيات من القرن الماضي.
في عام 1930 اختيرت الأوروغواي كأول بلد لاستضافة بطولة كأس العالم لكرة القدم. على الرغم من أن حقل المنافسة كان أصغر بكثير مما هو عليه الحال اليوم فإن المناسبة وفرت حالة من الفخر الوطني عندما فاز الفريق المضيف بالبطولة على حساب جارتهم الأرجنتين.
في أواخر الخمسينيات وجزئياً بسبب انخفاض الطلب في السوق العالمية على المنتجات الزراعية بدأت الأوروغواي بمواجهة مشاكل اقتصادية شملت التضخم والبطالة الجماعية والانخفاض الحاد في مستوى معيشة العاملين في البلاد. أدى ذلك إلى تشدد الطلاب واضطرابات عمالية.
شهدت سنة 1950 أيضاً فوز الأوروغواي بكأس العالم لكرة القدم للمرة الثانية على حساب البرازيل في المباراة النهائية وهو الحدث الذي عرف لاحقاً باسم ماراكانازو.
تشكلت حركة حرب العصابات في المدن عرفت باسم توباماروس في أوائل الستينات، بدأت هذه الحركة بنشاط شبيه بروبن هود حيث كانت تسطو على البنوك وتوزع العائدات على الفقراء ومحاولة الحوار السياسي. حظرت الحكومة أنشطتهم السياسية وأصبحت الشرطة أكثر قمعية، مما دفع بالتوباماروس لإعلان الكفاح المسلح العلني والدخول في صراع مباشر مع الشرطة وقاموا بعمليات خطف شملت المسؤولين الفاسدين واكتسبت أعداء.
بدأ مكتب الولايات المتحدة للسلامة العامة عمله في الأوروغواي في عام 1965. قام هذا المكتب بتدريب الشرطة والمخابرات الأوروغوانية في أساليب الشرطة والتحقيق.
أعلن الرئيس خورخي باتشيكو حالة الطوارئ في سنة 1968 وتلاها تعليق المزيد من الحريات المدنية في سنة 1972 من قبل خليفته الرئيس خوان ماريا بوردابيري الذي جلب الجيش لمحاربة المقاتلين المتمردين بقيادة راؤول سنديك. بعد هزيمة التوباماروس استولى الجيش على السلطة في عام 1973. وظفت الأحكام العرفية للتخلص من حركة التحرير الوطني. تم عزل رؤساء الحركة في السجون. عزل بوردابيري عن الرئاسة أخيراً في سنة 1976. خلفه بداية ألبرتو ديميتشيلي. وقام بعد ذلك مجلس وطني مختار من قبل الحكومة العسكرية بانتخاب أباريسيو منديز.
في سنة 1980 اقترح الجيش إجراء تعديل دستوري يقر عبر استفتاء عام. فشلت التعديلات حيث صوت 57.2% ضدها مما عكس عدم شعبية حكومة الأمر الواقع، الأمر الذي فاقمه الأزمة اقتصادية. في عام 1981 تولى اللواء جريجوريو ألفاريز الرئاسة.
في سنة 1984 اندلعت احتجاجات واسعة النطاق ضد الحكم العسكري. بعد إضراب عام لمدة 24 ساعة بدأت المحادثات وأعلنت القوات المسلحة عن خطة للعودة إلى الحكم المدني. أجريت الانتخابات الوطنية في سنة 1984 حصد فيها زعيم حزب الكولورادوس خوليو ماريا سانغينيتي منصب الرئاسة، وخدم بعد الرئاسة المؤقتة لرافائيل أدييغو برونو للفترة بين 1985-1990. أدخلت إدارة سانغينيتي الأولى إصلاحات اقتصادية وديمقراطية بعد سنوات من خضوع البلاد للحكم العسكري. على الرغم من أن سانغينيتي لم يؤيد مزاعم حقوق الإنسان، حيث حكومته لم تلاحق المتمردين والإرهابيين أو القادة العسكريين الذين اتهموا بأعمال القتل والتعذيب. بدلاً من ذلك اختار الخيار الأسلم حيث وقع عفواً يسمى بالإسبانية باسم لاي دي أمنيستيا.

### الفترة المعاصرة
حققت إصلاحات سانغينتي الاقتصادية بعض النجاح والاستقرار الاقتصادي حيث ركزت على جذب التجارة ورأس المال الخارجي. ضمن سعي سانغينيتي لتعزيز المصالحة الوطنية وتسهيل عودة الحكم المدني، أمن موافقة عامة على عفو عام عن القادة العسكريين المتهمين بارتكاب انتهاكات لحقوق الإنسان في ظل النظام العسكري والإسراع بالإفراج عن المقاتلين السابقين.
فاز لويس ألبرتو لاكاييه عن الحزب الوطني بالانتخابات الرئاسية عام 1989 وخدم 1990-1995. نفذ الرئيس لاكاييه إصلاحات اقتصادية هيكلية وحرر التجارة وأدرجت الأوروغواي في عهده في السوق المشتركة للجنوب (ميركوسور) في عام 1991. على الرغم من النمو الاقتصادي خلال فترة لاكاييه، أثارت جهود التكيف والخصخصة معارضة سياسية، وألغيت بعض الإصلاحات عبر استفتاء.
في انتخابات عام 1994، فاز الرئيس السابق سانغينيتي بولاية جديدة 1995-2000. لم يحصل أي حزب على الأغلبية في الجمعية العامة، انضم الحزب الوطني إلى حزب سانغينيتي الكولورادوس في حكومة ائتلافية. واصلت حكومة سانغينيتي الإصلاحات الاقتصادية والاندماج في السوق المشتركة. كان الهدف من الإصلاحات الهامة الأخرى تحسين النظام الانتخابي والضمان الاجتماعي والتعليم والسلامة العامة. نما الاقتصاد بصورة مطردة خلال أغلب ولاية سانغينيتي حتى أدى انخفاض أسعار السلع الأساسية والصعوبات الاقتصادية في أسواقها التصديرية الرئيسية إلى حالة ركود في عام 1999 والذي استمر حتى عام 2002.
جرت الانتخابات الوطنية لعام 1999 وفقاً لنظام انتخابي جديد أنشئ بموجب تعديل الدستور في عام 1996. اتخذت الانتخابات التمهيدية في نيسان / أبريل مرشحاً رئاسياً وحيداً لكل حزب وأجريت الانتخابات الوطنية في 31 تشرين الأول لتحديد التمثيل في المجلس التشريعي. لم يحصل أي مرشح رئاسي على الأغلبية في انتخابات تشرين الأول / أكتوبر عقدت الجولة الثانية في نوفمبر/ تشرين الثاني. في الجولة الثانية، فاز مرشح حزب كولورادو خورخي باتلي بدعم من الحزب الوطني على مرشح الجبهة الواسعة تاباري فاسكيز.

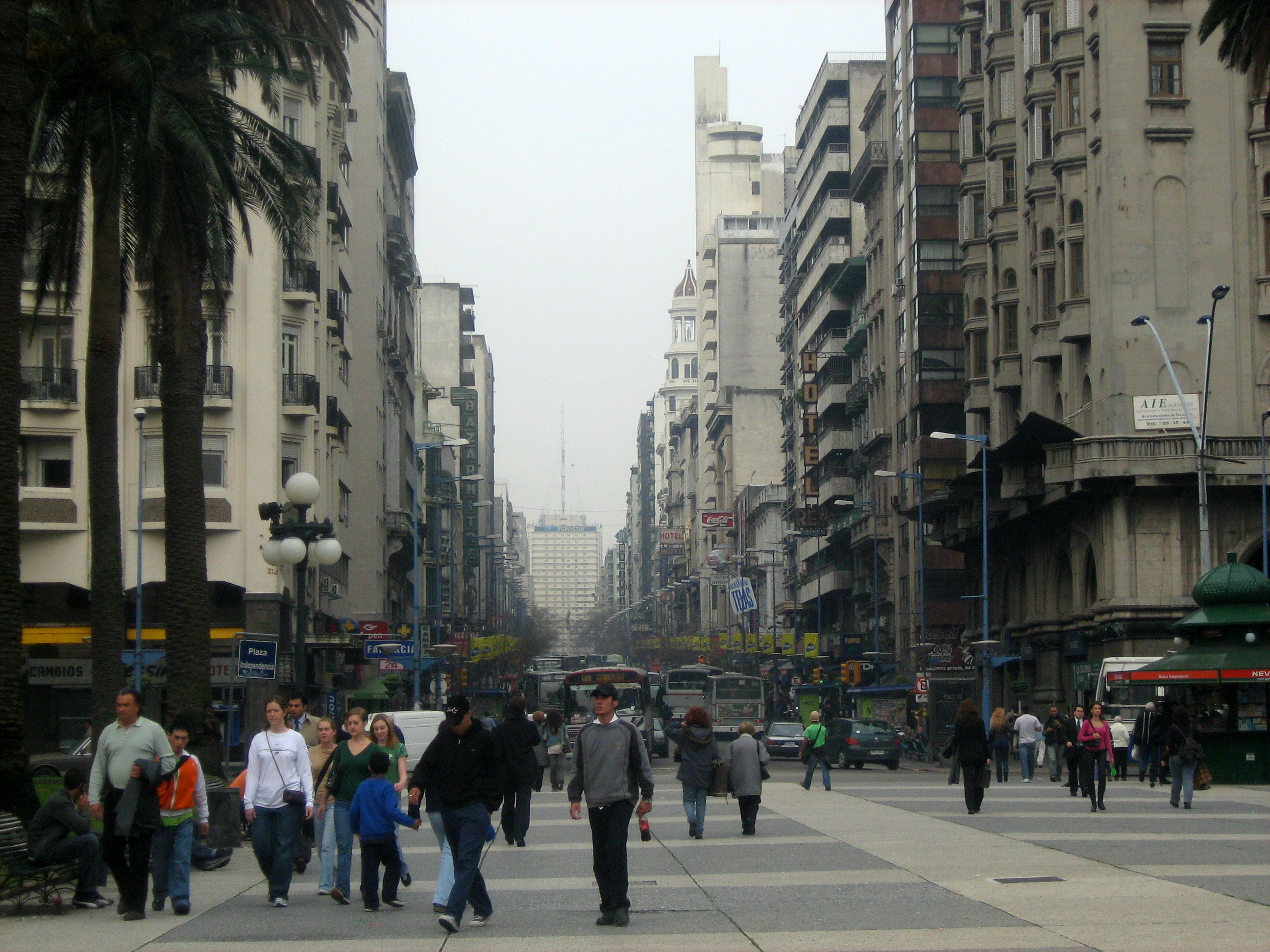
ساحة الاستقلال

واصل الكولورادوس والحزب الوطني تحالفهم التشريعي، حيث لم يستطع أي منهما منفرداً حصد أكثر من 40% من المقاعد من غرفتي البرلمان التي حصدها تحالف الجبهة العريضة. انتهى التحالف رسمياً في نوفمبر تشرين الثاني 2002 عندما سحب البلانكوس وزرائهم من الحكومة، على الرغم من أن البلانكوس واصلوا دعمهم للكولورادوس في معظم القضايا.
اتسمت فترة باتلي بخمس سنوات من الركود الاقتصادي وعدم اليقين، أولاً بسبب تخفيض قيمة الريال البرازيلي لعام 1999 ومن ثم بسبب تفشي مرض الحمى القلاعية في قطاع لحوم البقر الرئيسي للبلاد في عام 2001، ونهاية في الانهيار السياسي والاقتصادي في الأرجنتين. ارتفع معدل البطالة بنحو 20% وانخفضت الأجور الحقيقية وانخفضت قيمة البيزو وارتفعت نسبة الأوروغوانيين تحت خط الفقر إلى 40% تقريباً. لعبت هذه الظروف الاقتصادية المتدهورة دورا في تأليب الرأي العام ضد سياسات السوق الحرة الاقتصادية التي اعتمدتها إدارة باتلي وسابقاتها، مما أدى إلى الرفض الشعبي في الاستفتاء حول خصخصة الشركة العامة للبترول في عام 2003 وشركة الدولة للمياه 2004.
في عام 2004 انتخبت الأوروغواي تاباري فاسكيز رئيساً للبلاد، ومنحت الجبهة العريضة (ائتلاف من الاشتراكيين والشيوعيين والتوباماروس والشيوعيين السابقين والاشتراكيين الديمقراطيين) الأغلبية في مجلسي البرلمان. وعدت الحكومة المنتخبة حديثاً، في حين تعهدها بمواصلة سداد الديون الخارجية للأوروغواي، بإنشاء برامج لخلق وظائف على نطاق واسع لحل مشاكل الفقر والبطالة. خلال إدارة فاسكيز سجن الرئيس السابق خوان ماريا بوردابيري والجنرال غريغوريو ألزاريز لانتهاكات حقوق الإنسان التي ارتكبت خلال السبعينات. بدأت التحقيقات بعد نشر كتاب «لوس آنيوس أوسكوروس 1967-1987» من قبل المؤرخ من شمال أمريكا سكوت مايرز.
في عام 2009 فازت الجبهة العريضة في الانتخابات للمرة الثانية. حافظ التحالف اليساري على الأغلبية في مجلسي البرلمان وبرز خوسيه موخيكا بوصفه الرئيس الجديد للأوروغواي.
عرف موخيكا باسم «إل بيبي» وهو من مواليد 20 مايو 1935. سياسي ومقاتل سابق في حرب العصابات وهو عضو في الجبهة العريضة (التحالف اليساري) والرئيس الحالي للأوروغواي. ويعيش في مزرعة تقشف في ضواحي مونتيفيديو، عاصمة البلاد.
كان موخيكا وزير الثروة الحيوانية والزراعة ومصايد الأسماك 2005-2008 وعضو مجلس الشيوخ بعد ذلك. فاز في الانتخابات الرئاسية وتولى مهام منصبه رئيساً في 1 مارس 2010.

## الجغرافيا والمناخ

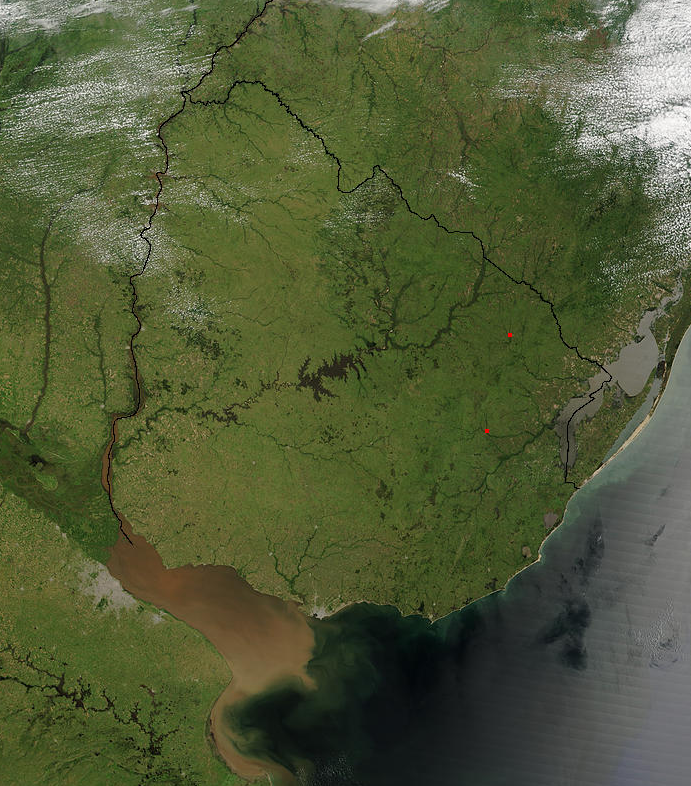
صورة للأوروغواي من ساتل.

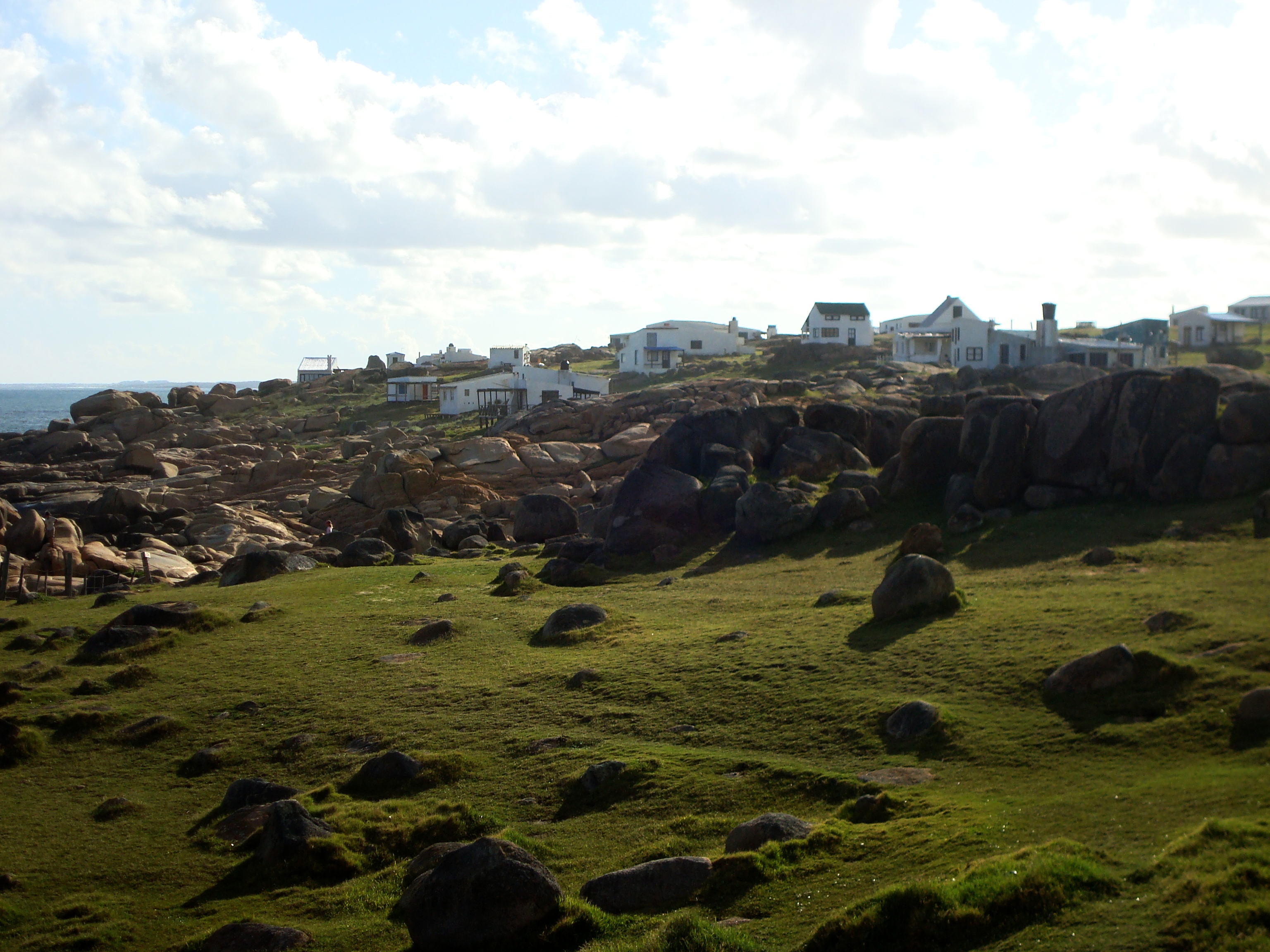
كابو بولونيو في إقليم روكا.

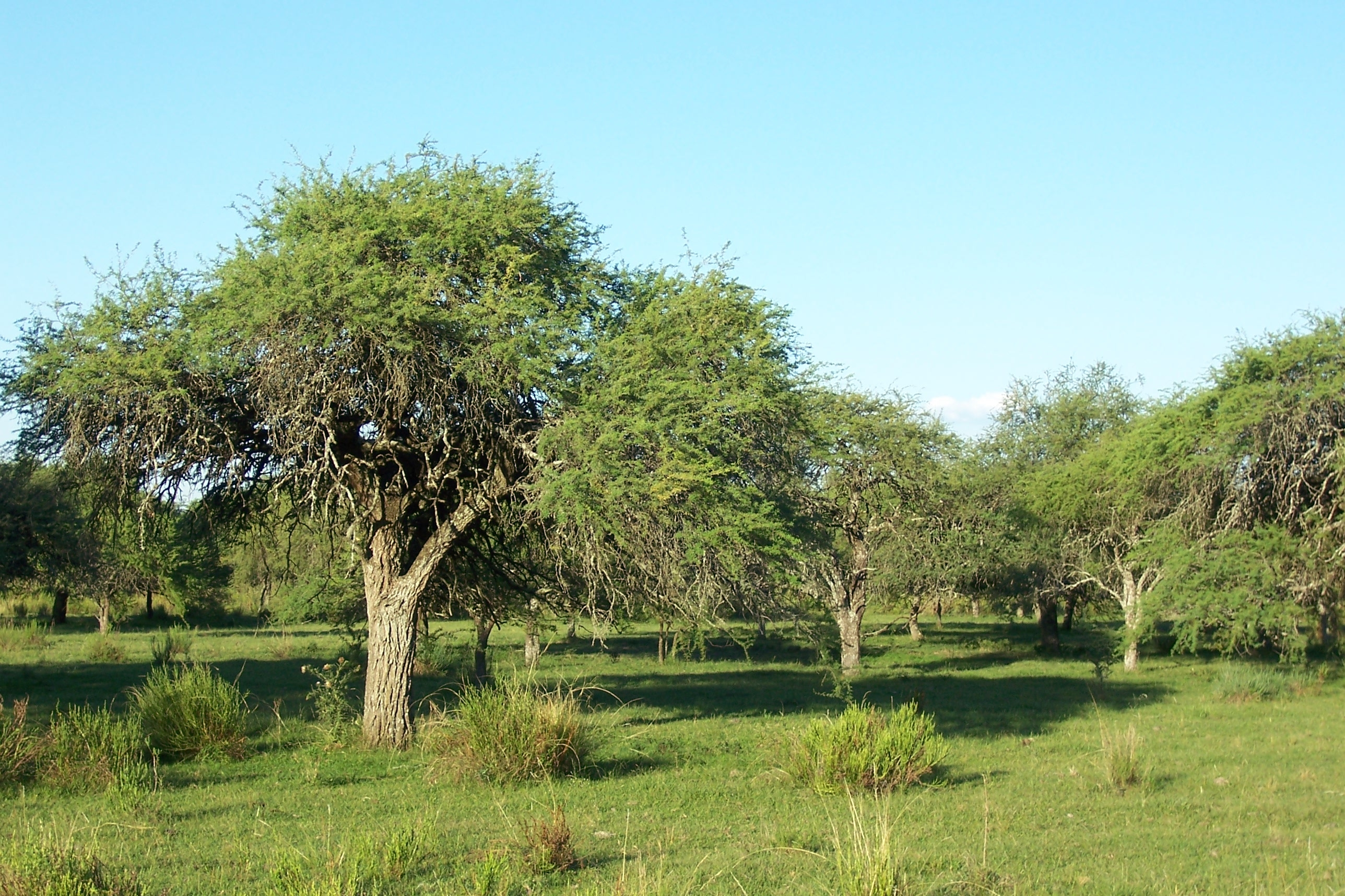
شجرة خروب بجانب الطريق رقم 3 في إقليم بايساندو.

### الجغرافيا
تحدها البرازيل من الشمال الشرقي، والمحيط الأطلسي من الجنوب الشرقي، نهر لايلانا من الجنوب، والأرجنتين من الغرب. طول حدودها مع البرازيل 1,068 كم ومع الأرجنتين 580 كم وطول سواحلها على الأطلسي 660 كم موقعها مميز بحكم توسطه دولتين صناعتين جديدتين. يسود أرضها المظهر المنبسط بصورة عامة، وتتخللها بعض التلال، وأرضها المجاورة لنهر لايلانا والمحيط الأطلسي تشكل سهول فيضية تنتشر بها المستنقعات تحيط بها كثبان رملية، وتكون شواطئ رملية تجاور سواحلها، وتنتشر الروابي في معظم أرض أوروغواي، وترتفع أرضها نحو الشمال باتجاه البرازيل.
تقع الأوروغواي على مساحة 176,214 كم2 وهي أقل من مساحة ولاية واشنطن.(68,037 ميل2)، 1.5% منها عبارة عن مسطحات مائية، ثلاثة أرباع مساحاتها المسطحة هي عبارة عن أراضي عشبية تستخدم غالباً في تربية الماشية. وبذلك تكون مرتبية الأوروغواي ثاني أصغر دولة مستقلة في أمريكا الجنوبية بعد سورينام. وثالث أصغر منطقة في أمريكا الجنوبية بعد غويانا الفرنسية وسورينام.
تغطي شبكات الأنهار والمجاري المائية منطقة كبيرة من الأوروغواي، تتكون هذه الشبكة من أربعة أحواض نهرية ومناطق دلتا، أكبرهم نهر الفضة أو ريو دي لا بلاتا باللغة الإسبانية، نهر الأوروغواي، بحيرة ميرين، النهر الأسود أو ريو نيغرو باللغة الإسبانية وهو النهر الداخلي الرئيسي. ويوجد عدد من البحيرات المالحة الصغيرة على طول الساحل الأطلسي.

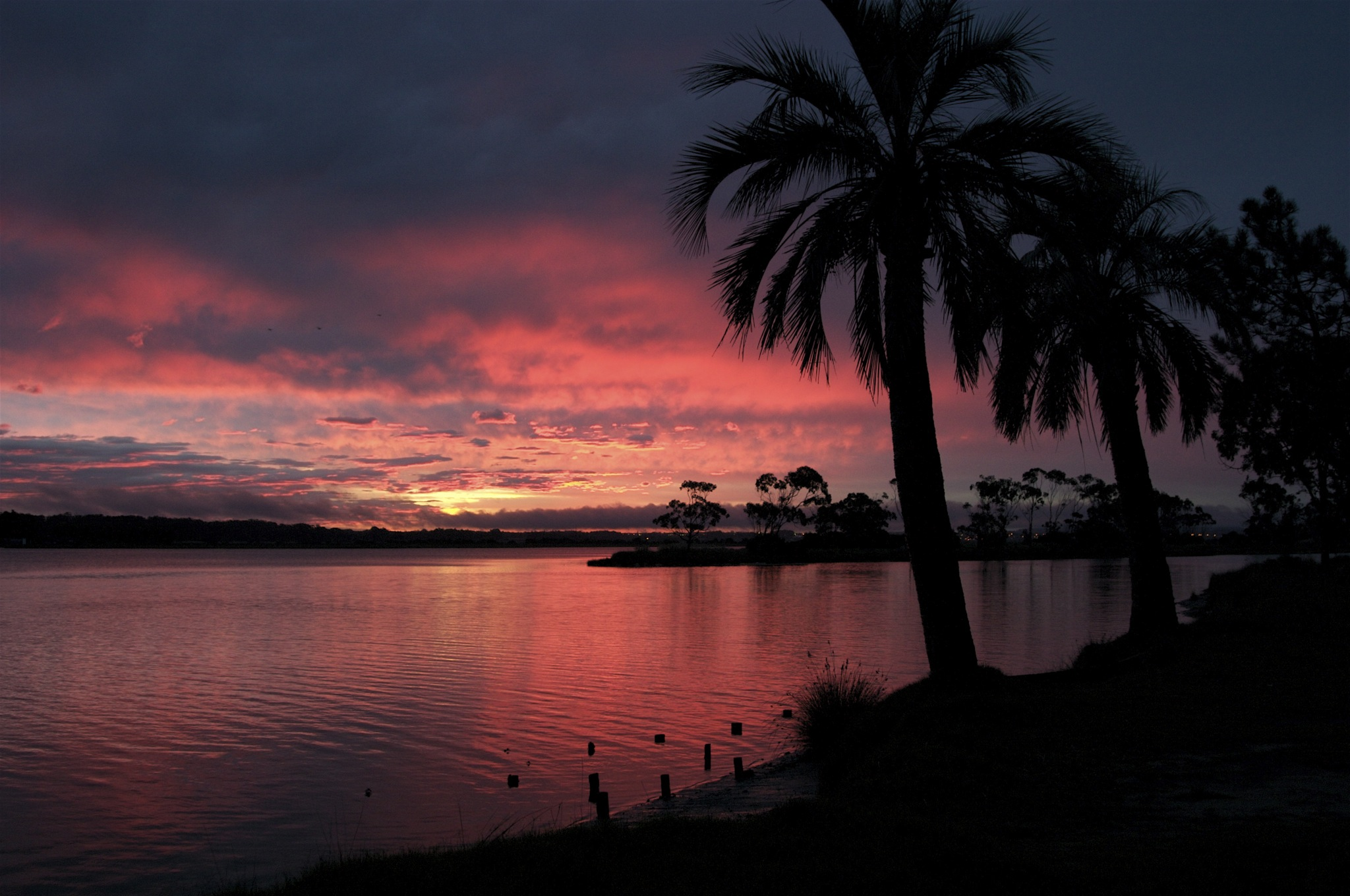
خليج مالدونادو

تقع أعلى نقطة في الأوروغواي في هضبة الكاثيدرائية أو سيرو كاثيدرال باللغة الإسبانية وهي على ارتفاع 514 متر عن سطح الأرض (1,686 قدم)، تقع هذه الهضبة في الجنوب الغربي لنهر الفضة، الخور المتفرع من نهر الأوروغواي والذي يحد الأوروغواي من جهة الغرب مع نهر بارانا. ولا توجد في الأوروغواي أية نقطة منخفضة عن سطح البحر.
على الرغم من وجود خلاف حدودي قديم مع البرازيل متعلق بمنطقة في شمال الأوروغواي، فإن العلاقات الدبلوماسية بين البلدين لم تتأثر منذ سنوات عديدة.

### المناخ
مناخ الأوروغواي معتدل نسبيا. يقع بالكامل داخل المنطقة المعتدلة الأوروغواي لها مناخ يكون موحدا إلى حد ما على الصعيد الوطني. الاختلافات الموسمية واردة، ولكن المبالغة في درجات الحرارة نادر. وكما هو متوقع من جانب وفرة المياه، ارتفاع نسبة الرطوبة والضباب شائعة  وغياب الجبال، التي تعمل كحواجز الطقس، يجعل جميع المواقع عرضة لرياح شديدة وتغيرات سريعة في الطقس والعواصف اكتساح أو جبهات في أنحاء البلاد. ويجوز لكل فصل الصيف والطقس في فصل الشتاء تختلف من يوم ليوم مع مرور العاصفة من الجبهات التي يمكن أحيانا أن تكون الرياح الساخنة الشمال تليها الرياح الباردة (بامبيرو) من بامباس الأرجنتيني.
أوروغواي ودرجة حرارة موحدة إلى حد كبير على مدار العام، ويجري خفف الصيف رياح قبالة المحيط الأطلسي، والبرد القارس في الشتاء غير معروف. هطول الأمطار أثقل يحدث خلال أشهر الخريف، على الرغم من الأمطار أكثر من نوبات متكررة تحدث في الشتاء  ويعني هطول الأمطار السنوي هو عموما أكبر من 40 بوصة (1000 ملم)، مع تناقص المسافة من ساحل البحر، وغير موزعة بشكل متساو نسبيا على مدار السنة.
يبلغ متوسط درجة الحرارة في شهر منتصف الشتاء من تموز يختلف من 12 درجة مئوية (54 درجة فهرنهايت) في سالتو في الداخل شمال إلى 9 درجة مئوية (48 درجة فهرنهايت) في مونتيفيديو في الجنوب. ومنتصف الصيف شهر يناير يختلف من متوسط الدافئة 26 درجة مئوية (79 درجة فهرنهايت) في سالتو إلى 22 درجة مئوية (72 درجة فهرنهايت) في مونتيفيديو. درجات الحرارة الوطنية المتطرفة في مستوى سطح البحر، مدينة بايساندو 44 درجة مئوية (111 درجة فهرنهايت) (20 يناير 1943) وميلو المدينة -11 درجة مئوية (12.2 فهرنهايت) (14 يونيو 1967).
- مونتيفيديو المناخ هو على النحو التالي:-

| البيانات المناخية لـMontevideo    | البيانات المناخية لـMontevideo | البيانات المناخية لـMontevideo | البيانات المناخية لـMontevideo | البيانات المناخية لـMontevideo | البيانات المناخية لـMontevideo | البيانات المناخية لـMontevideo | البيانات المناخية لـMontevideo | البيانات المناخية لـMontevideo | البيانات المناخية لـMontevideo | البيانات المناخية لـMontevideo | البيانات المناخية لـMontevideo | البيانات المناخية لـMontevideo | البيانات المناخية لـMontevideo |
| الشهر                             | يناير                          | فبراير                         | مارس                           | أبريل                          | مايو                           | يونيو                          | يوليو                          | أغسطس                          | سبتمبر                         | أكتوبر                         | نوفمبر                         | ديسمبر                         | المعدل السنوي                  |
| --------------------------------- | ------------------------------ | ------------------------------ | ------------------------------ | ------------------------------ | ------------------------------ | ------------------------------ | ------------------------------ | ------------------------------ | ------------------------------ | ------------------------------ | ------------------------------ | ------------------------------ | ------------------------------ |
| متوسط درجة الحرارة الكبرى °م (°ف) | 28 (82)                        | 28 (82)                        | 26 (79)                        | 22 (72)                        | 18 (64)                        | 15 (59)                        | 14 (57)                        | 15 (59)                        | 17 (63)                        | 20 (68)                        | 23 (73)                        | 26 (79)                        | 21 (70)                        |
| المتوسط اليومي °م (°ف)            | 22 (72)                        | 22 (72)                        | 20 (68)                        | 17 (63)                        | 13 (55)                        | 11 (52)                        | 10 (50)                        | 11 (52)                        | 12 (54)                        | 14 (57)                        | 18 (64)                        | 21 (70)                        | 16 (61)                        |
| متوسط درجة الحرارة الصغرى °م (°ف) | 17 (63)                        | 16 (61)                        | 15 (59)                        | 12 (54)                        | 9 (48)                         | 6 (43)                         | 6 (43)                         | 6 (43)                         | 8 (46)                         | 9 (48)                         | 12 (54)                        | 15 (59)                        | 11 (52)                        |
| الهطول مم (إنش)                   | 74 (2.9)                       | 66 (2.6)                       | 99 (3.9)                       | 99 (3.9)                       | 84 (3.3)                       | 81 (3.2)                       | 74 (2.9)                       | 79 (3.1)                       | 76 (3.0)                       | 66 (2.6)                       | 74 (2.9)                       | 79 (3.1)                       | 951 (37.4)                     |
| المصدر:                           |                                |                                |                                |                                |                                |                                |                                |                                |                                |                                |                                |                                |                                |

## التقسيم الإداري
تتكون الأوروغواي من 19 إدارة ( Department ) وهي المستوى الإداري الأول للدولة والنسخة المحلية للقوة التشريعية والتنفيذية. كل إدارة لها سلطتها الخاصة بها تستمدها من الأنتخابات. وتمكن قوتها التنفيذية والتشريعية والرقابية في مجلسها المسمى مجلس الإدارة ( Departmental Board ). وفي المستوى الثاني توجد البلديات ( Municipality ) وعددها 89 بلدية.

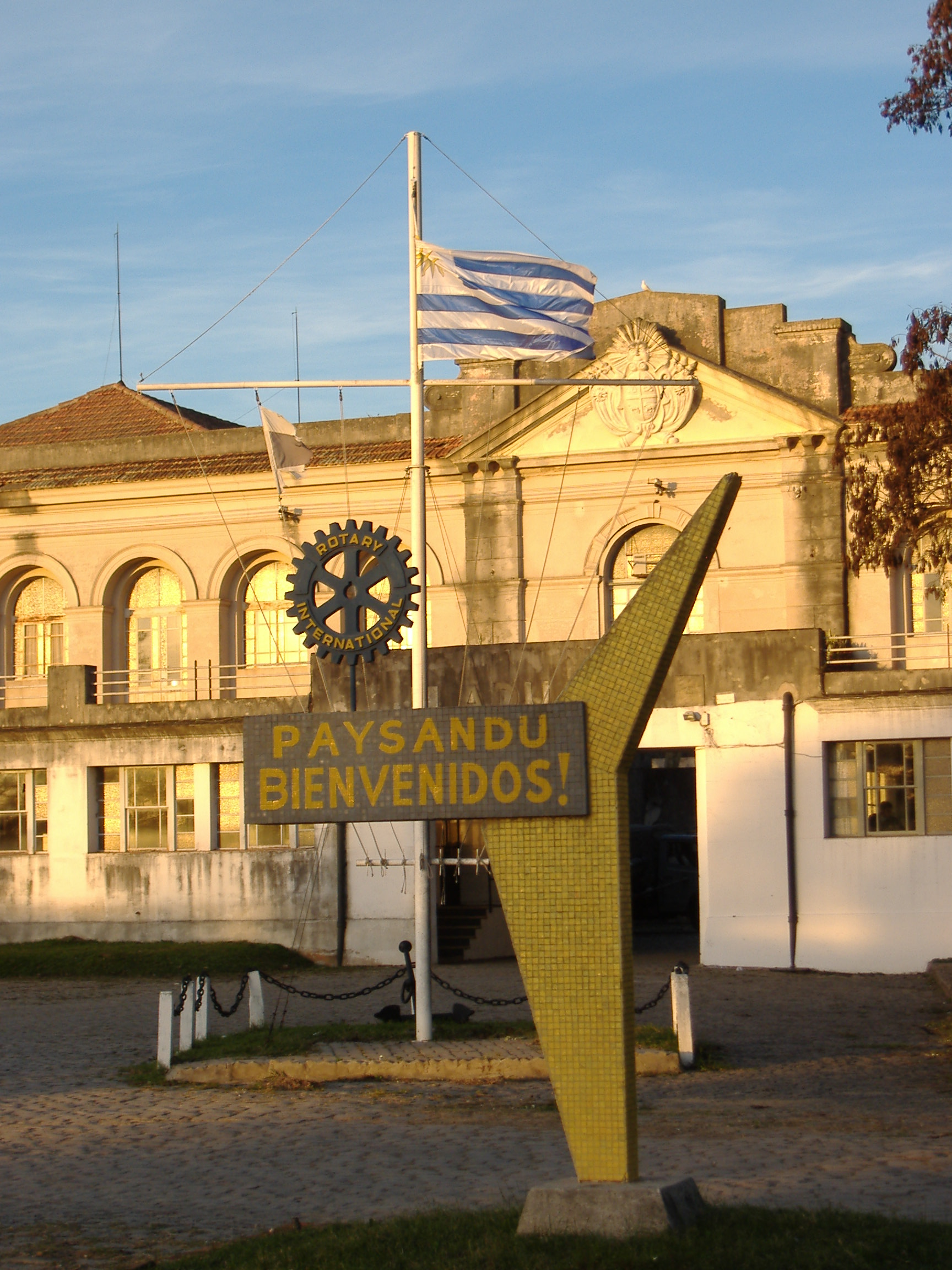
بايسانديو

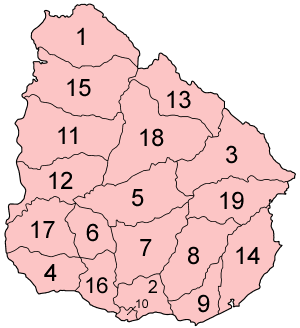
كل رقم على الخريطة له ما يقابله بالجدول.

حسب التقديرات الصادرة في تعداد عام 2011.
| م  | الإدارة             | العاصمة               | المساحة كم² | تعداد السكان | الكثافة |
| -- | ------------------- | --------------------- | ----------- | ------------ | ------- |
| 1  | إدارة أرتيغاس       | أرتيغاس               | 11,928      | 73,378       | 6.15    |
| 2  | إدارة كانيلونز      | كانيلونز              | 4,536       | 520,187      | 114.68  |
| 3  | إدارة سيرو لارغو    | ميلو                  | 13,648      | 84,698       | 6.21    |
| 4  | إدارة كولونيا       | كولونيا ديل ساكرامنتو | 6,106       | 123,203      | 20.18   |
| 5  | إدارة دورازنو       | دورازنو               | 11,643      | 57,088       | 4.90    |
| 6  | إدارة فلوريس        | ترينداد               | 5,144       | 25,050       | 4.87    |
| 7  | إدارة فلوريدا       | فلوريدا               | 10,417      | 67,048       | 6.44    |
| 8  | إدارة لافاليخا      | ميناس                 | 10,016      | 58,815       | 5.87    |
| 9  | إدارة مالدونادو     | مالدونادو             | 4,793       | 164,300      | 34.28   |
| 10 | إدارة مونتفيدو      | مونتفيدو              | 530         | 1,319,108    | 2,489   |
| 11 | إدارة بايساندو      | بايساندو              | 13,922      | 113,124      | 8.13    |
| 12 | إدارة ريو نيغرو     | فراي بنتوس            | 9,282       | 54,765       | 5.90    |
| 13 | إدارة ريفيرا        | ريفيرا                | 9,370       | 103,493      | 11.04   |
| 14 | إدارة روتشا         | روتشا                 | 10,551      | 68,088       | 6.45    |
| 15 | إدارة سالتو         | سالتو                 | 14,163      | 124,878      | 8.82    |
| 16 | إدارة سان خوسية     | سان خوسية دي مايو     | 4,992       | 108,309      | 21.70   |
| 17 | إدارة سوريانو       | مرسيدس                | 9,008       | 82,595       | 9.17    |
| 18 | إدارة تاكوارمبو     | تاكوارمبو             | 15,438      | 90,053       | 5.83    |
| 19 | إدارة ترينتا ي تريس | ترينتاي تريس          | 9,676       | 48,134       | 4.97    |

## الاقتصاد

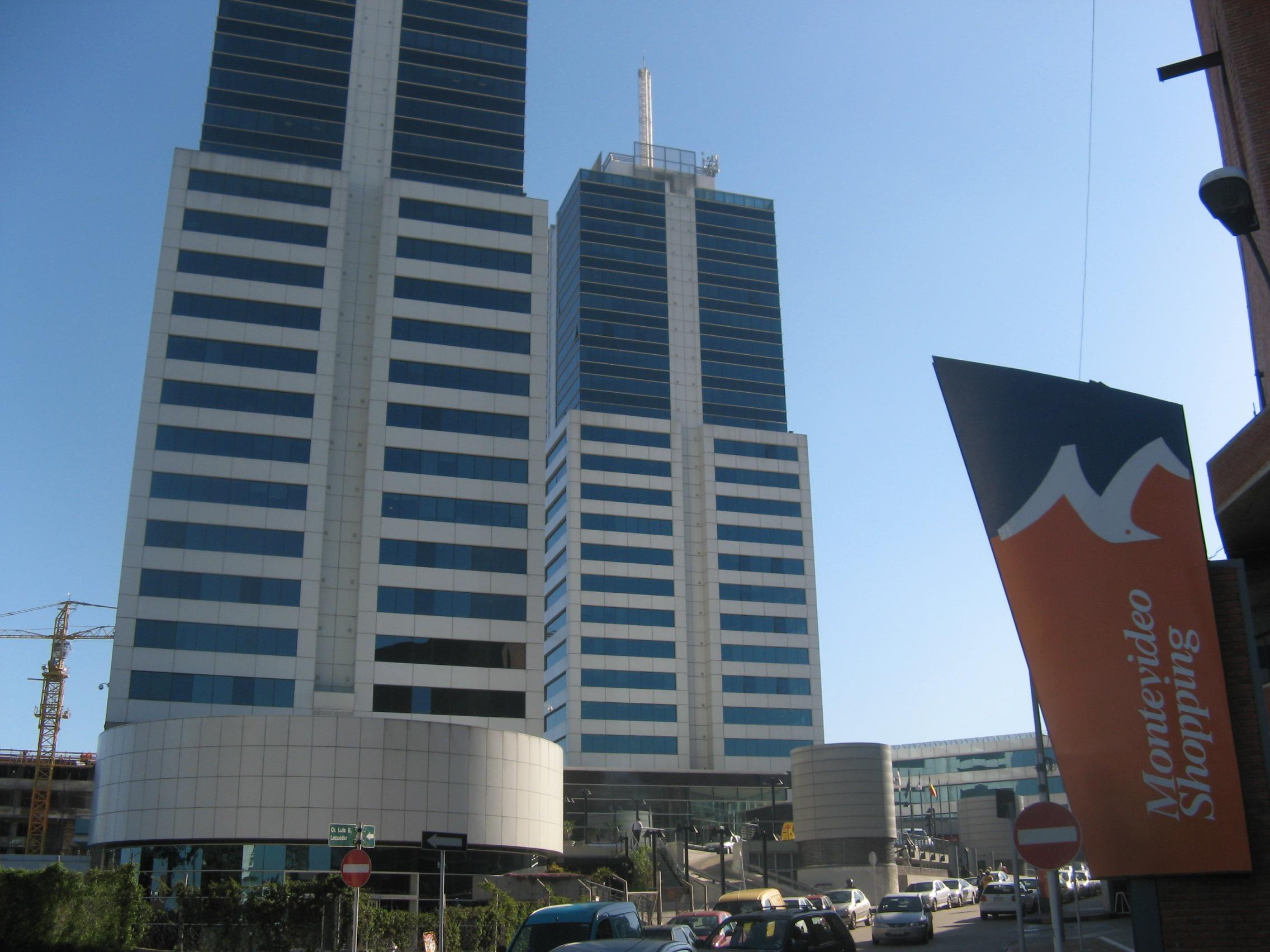
مركز التجاري العالمي في العاصمة مونتيفيديو

يبلغ الناتج المحلي الإجمالي للأورغواي 43.94 مليار دولار بالقدرة الشرائية و31.53 مليار دولار اسميا أما نصيب الفرد فيبلغ 12600 دولار للفرد
أما القوة العاملة فتبلغ 1.636 مليون عامل يعمل 9% منهم في الزراعة و15% بالصناعة و76% بالخدمات
ويتميز اقتصاد أورغواي بالقطاع الزراعي الكبير الموجهة للتصدير، ويعتمد على التجارة خاصة الصناعات الزراعية, وعلى القوة العاملة المتعلمة جيدا ومستويات الإنفاق الاجتماعي المرتفعة نسبيا. وشهدت أورغواي خلال عام 1996-1998 نمواً اقتصادياً كبيراً بنسبة 5% ثم عانت من ركود وانكماش اقتصادي بين عام 1998-2002 جراء الأزمة المالية التي حدثت لجيرانها البرازيل والأرجنتين مما شهد أزمة مصرفية حادة بعد أن سحب مواطني الأرجنتين الودائع الضخمة في بنوك الأورغواي، مما أدى لانخفاض شديد لقيمة عملتها الوطنية, مما ساهم في انكماش الاقتصاد ب20% خلال 4 أعوام وارتفاع التضخم والبطالة والديون الخارجية، ويعتبر عام 2002 أسوأ عام على اقتصاد الأورغواي، لكن خلال عام 2003 شهدت أورغواي برنامج لهيكلة ديونها وإصلاح اقتصادها، مما رفع متوسط النمو الاقتصادي إلى 8% عام2004-2008، وهذا ساعد اقتصاد أورغواي الخروج من الأزمة المالية العالمية بأقل الخسائر وشهدت خلال عام 2009 نمو ب1.7% جراء زيادة الإنفاق العام والاستثماري
تشتهر الأورغواي بمعالجة الطعام وصناعة الآلات الكهربائية ومعدات النقل والمنتجات النفطية والأنسجة والمواد الكيميائية والمشروبات. يبلغ معدل البطالة في الأورغواي حوالي 7% حسب إحصائية عام 2008 والسكان تحت خط الفقر حوالي 27.4% من إجمالي تعداد السكان (وهي نسبة مرتفعة مقارنة بدول العالم الأول). تصدر دولة الباراغواي اللحوم والأرز والجلد والصوف والأسماك والألبان، وعلى الطرف الآخر تستورد الآلات والبترول الخام وأيضا المواد الكيميائية.
حلّت الأوروغواي في المركز 63 في مؤشر الابتكار العالمي عام 2023، وتقدّمت للمركز 62 في مؤشر عام 2024.

### الزراعة
جغرافيا الأوروغواي تجعل منها أرضاً مناسبةً للزراعة الرعوية، بما في ذلك تربية الماشية والأغنام. ونتيجة لذلك، فإن الكثير من المناطق الريفية (90 ٪) تستخدم لأغراض الزراعة من هذا القبيل. تلعب الزراعة دوراً أساسياً في اقتصاد الأوروغواي. حيث أنها تساهم بأكثر من 6% من الناتج المحلي الإجمالي لأوروغواي. وفي عام 1988 أنتج النشاط الزراعي (بما في ذلك صيد الأسماك) 13% من الناتج المحلي الإجمالي، وبلغت بأكثر من نصف قيمة الصادرات. وتعتمد العديد من الشركات الصناعية في الأوروغواي «مثل المدابغ ومصانع النسيج» على المنتجات الزراعية.
تصل مساحة الأراضي القابلة للزراعة إلى 8% من المساحة الكلية للأراضي، تشتهر الأوروغواي بمحاصيل عدة أهمها الأرز والقمح والذرة والشعير. ويتم تصدير معظم المحاصيل المنتجة. ويرجع ذلك أساساً إلى قلة عدد سكان الأوروغواي.

## السياسة

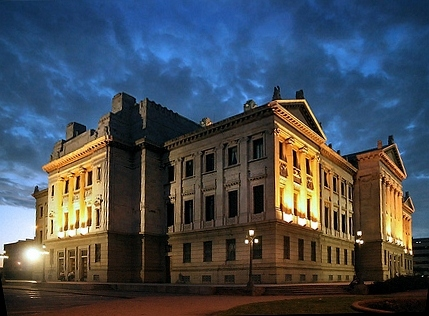
القصر التشريعي في مونتيفيديو

أوروغواي هو ممثل جمهورية ديمقراطية ذات نظام رئاسي [36] ويتم انتخاب أعضاء الحكومة لمدة خمس سنوات عن طريق الاقتراع العام لنظام [36] أوروغواي دولة وحدوية :. العدالة والتعليم والصحة والأمن والخارجية تدار السياسة والدفاع عن البلاد. [36] وتمارس السلطة التنفيذية من قبل الرئيس ومجلس وزراء من 13 وزيرا. [36]
تتألف السلطة التشريعية من قبل الجمعية العامة التي تتكون من مجلسين : مجلس النواب من 99 عضوا يمثلون الدوائر 19، ينتخب على أساس التمثيل النسبي، وينتخب مجلس الشيوخ يتألف من 31 عضوا، 30 منهم ل five مدة سنة على أساس التمثيل النسبي، ونائب الرئيس، الذي يترأس الغرفة. [36]
وتمارس الذراع القضائية من جانب المحكمة العليا، وقضاة هيئة المحكمة على الصعيد الوطني. ويتم انتخاب أعضاء المحكمة العليا من قبل الجمعية العامة، وأعضاء هيئة المحكمة من قبل المحكمة العليا بموافقة مجلس الشيوخ ؛ ويتم تعيين القضاة مباشرة من قبل المحكمة العليا [36]
اعتمدت أوروغواي دستورها الحالي في عام 1967. [بحاجة لمصدر] وتم تعليق العديد من أحكامه في عام 1973، ولكن أعيد تأسيسها في عام 1985. استنادا إلى سويسرا واستخدامه للمبادرة، فإن الدستور يسمح أيضا للمواطنين أوروغواي إلى إلغاء قوانين أو لتغيير الدستور من خلال مبادرة شعبية الذي يبلغ ذروته في استفتاء على مستوى الأمة. خلال السنوات ال 15 الماضية وقد استخدمت هذه الطريقة عدة مرات : لتأكيد القانون التخلي عن ملاحقة أفراد الجيش الذين انتهكوا حقوق الإنسان خلال فترة الحكم العسكري (1973-1985) ؛ لوقف خصخصة شركات المرافق العامة، للدفاع عن "المتقاعدين دخل ؛ وحماية موارد المياه [37]
بالنسبة لمعظم من التاريخ أوروغواي، كانت ولاية كولورادو الحزب في الحكومة. [بحاجة لمصدر] ومع ذلك، في الانتخابات العامة في أوروغواي، 2009، والجبهة العريضة وفاز بالأغلبية المطلقة في الانتخابات البرلمانية، وخوسيه موخيكا من الجبهة العريضة هزم لويس البرتو آكال من الريال للفوز بالرئاسة.
وأظهر استطلاع لاتينوبارومترو والتي، داخل أمريكا اللاتينية، هي من بين أوروغواي داعمة أكثر ديمقراطية وأكثر بكثير راض عن الطريقة التي تعمل الديمقراطية في بلادهم. [38] أوروغواي في المرتبة 27 في «الحرية في العالم» فريدوم هاوس الفهرس. وفقا لوحدة الاستخبارات الاقتصادية في عام 2008، وسجل أوروغواي an 8.08 في مؤشر الديمقراطية والمرتبة 23 من بين 30 بلدا تعتبر ديمقراطيات كاملة في العالم. [39] أوروغواي المرتبة 24 في مؤشر مدركات الفساد العالمي من تأليف منظمة الشفافية الدولية. [40]

### العلاقات الخارجية

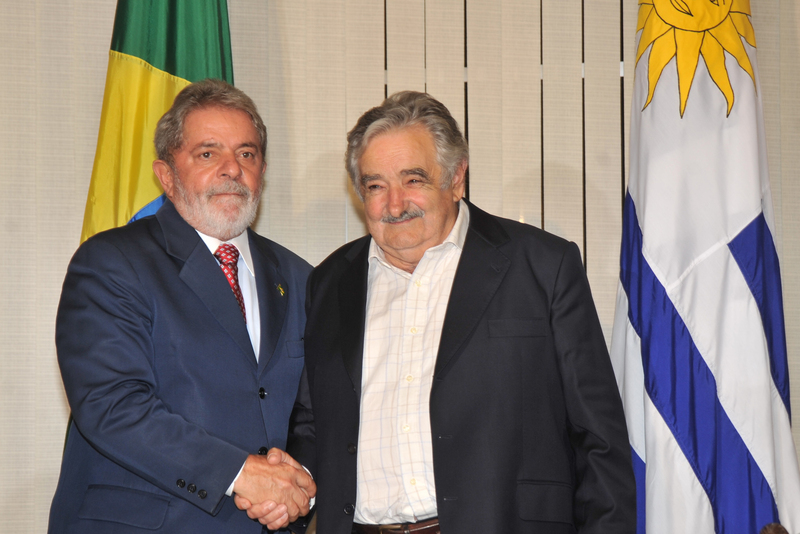
أوروغواي الرئيس خوسيه موخيكا مع الرئيس السابق للبرازيل لولا دا سيلفا

في نوفمبر 2010 صادقت على المعاهدة أوروغواي أوناسور التأسيسي، وأصبحت الأمة التاسع من 12 إلى القيام بذلك. وقد كتب على المعاهدة في عام 2008، وكان لتدخل حيز التنفيذ بعد 30 يوما من تاريخ استلام صك التصديق التاسع [41].
الأرجنتين والبرازيل هم شركاء أوروغواي التجارية أهمها : الواردات من الأرجنتين شكلت 20 ٪ من المجموع في 2009 [1] منذ عام العلاقات الثنائية مع الأرجنتين تعتبر أولوية، وأوروغواي، وتنفي إزالة لجزر فوكلاند ملزمة سفن تابعة للبحرية البريطانية ويمنعهم من داعيا في أوروغواي في الأراضي والموانئ للوازم والوقود. [42] والتنافس بين ميناء مونتفيديو وميناء بوينس آيرس، التي يعود تاريخها إلى زمن الإمبراطورية الإسبانية، وصفت بأنها «حرب الميناء». وأكد مسؤولون من كلا البلدين على ضرورة وضع حد لهذا التنافس في سبيل التكامل الإقليمي في عام 2010. [43]
بناء مصنع لب الورق المثير للجدل في عام 2007، على الأوروغواياني لنهر أوروغواي، وتسببت الاحتجاجات في الأرجنتين بسبب مخاوف من أنه يلوث البيئة ويؤدي إلى توترات دبلوماسية بين البلدين. [44] بقي النزاع التي تلت ذلك وقد ثبت في وقت لاحق موضع جدل في عام 2010، ولا سيما بعد ورود تقارير مستمرة من تلوث المياه المتزايد في المنطقة لتكون من تصريف مياه الصرف الصحي لبلدة Gualeguaychú [45] [46] وفي نوفمبر 2010 أعلنت أوروغواي والأرجنتين انهم توصلوا إلى اتفاق نهائي لهذة القضية والرصد البيئي المشترك للمطحنة اللب وبهذا وضع حد لما اصطلح على تسميته «حرب الورق». [47]
وقّعت البرازيل وأوروغواي اتفاقات تعاون في مجال الدفاع والعلوم والتكنولوجيا والطاقة والنقل النهري وصيد الأسماك، مع الأمل في تسريع التكامل السياسي والاقتصادي بين هذين البلدين المتجاورين. [48] أوروغواي اثنين بالتزكية النزاعات الحدودية مع البرازيل، على جزيرة Brasilera و 235 km2 (91 ميل مربع) بالقرب من منطقة نهر Invernada Masoller، أكثر مما يمثل مصدر رافد لنهر المشروعة Quaraí / نهر Cuareim [1].
تتمتع أوروغواي علاقات ودية مع الولايات المتحدة منذ انتقالها إلى الديمقراطية. [33] العلاقات التجارية بين أوروغواي والولايات المتحدة وسعت بشكل كبير في السنوات الأخيرة، مع الدول الموقعة على معاهدة استثمار ثنائية في عام 2004 وتشكل التجارة وإطار للاستثمار اتفاق في كانون الثاني 2007. [33] الولايات المتحدة وأوروغواي وتعاونت أيضا على المسائل العسكرية، مع كل من البلدين تلعب أدوارا مهمة في بعثة الأمم المتحدة للاستقرار في هايتي. [33]
أيد الرئيس الفنزويلي موخيكا محاولة للانضمام إلى ميركوسور وأيد وزير الاقتصاد الفنزويلي علي رودريغيز ليصبح الأمين العام للاتحاد دول أمريكا الجنوبية، وهو الموقف الذي سبق نيستور كيرشنر. فنزويلا لديها اتفاق لبيع ما يصل إلى 40000 أوروغواي برميل من النفط يوميا وفقا لشروط تفضيلية. [49] أوروغواي سوف تعترف رسميا بدولة فلسطينية في مارس 2011. [50]

### القوات المسلحة
القوات المسلحة الأورغوانية تتبع مباشرة للرئيس (أي إن رئيس البلاد هو الرئيس الأعلى للقوات المسلحة الأورغوانية) وتتلقّى أوامرها منه بواسطة وزارة الدفاع.
القوات المسلحة تتالف من 14000 مجند للجيش، 6000 للقوات البحرية و 3000 للقوات الجوية.
الانتساب للقوات المسلحة هو تطوعي في حالات السلم أما في حالات الطوارئ أو الحرب فالحكومة تدعو للتعبئة العامة بحيث يصبح التجنيد إجباري
منذ أيار 2009 سُمح للمثليين جنسياً بالخدمة في الجيش الأورغواياني بعدما وقعت وزارة الدفاع مرسوماً قضى بعدم التمييز بين المجندين على أساس ميولهم الجنسية. وفي سنة 2010 تلقت الأورغوانية مساعدات مالية للجيش من أميركا بقيمة 1,7 مليون دولار كمساعدات عسكرية من بينها 1 مليون دولار كدعم لمالية الجيش و 480000 للتدريب الجيش الأورغواياني في الخارج.
تأتي الأورغواي في المرتبة الأولى عالمياً من حيث عدد أفراد المتطوعين في قوات حفظ السلام التابعة للامم المتحدة بمعدل 2,513 عسكري ميداني وعسكري إداري وذلك في 10 بعثات سلام دولية.
منذ فبراير 2010 الأورغواي لديها 1,136 عسكري منتشر في هاييتي لدعم قوات حفظ السلام الدولية الخاصة بهاييتي و 1,360 عسكري لدعم قوات حفظ السلام في الكونغو.
وفي ديسمبر 2010 عين الأورغوياني الجنرال جلودوفوسكي، كبير المراقبين العسكريين ورئيس فريق مراقبي الأمم المتحدة العسكريين في الهند وباكستان .

## الديموغرافيا

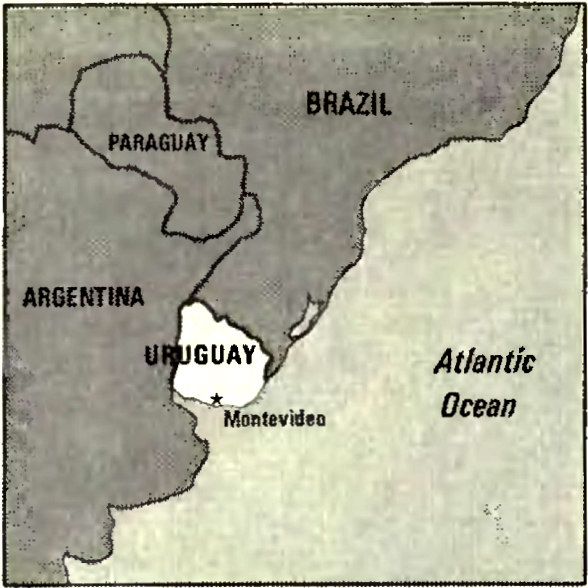
خريطة توضح موقع أوروغواي وعاصمتها مونتيفيديو بالنسبة للدول المجاورة.

### العرقيات
تشترك الأوروغواي مع جارتها الأرجنتين بخلفية ثقافية ولغوية إسبانية. وأيضاً مثلها في ذلك مثل الأرجنتين، فإن أغلب سكان الأوروغواي ينحدرون من المستوطنين من الحقبة الاستعمارية والمهاجرين من أوروبا حيث يشكلون 88 ٪ من السكان.
يعود هؤلاء إلى أصول إسبانية وإيطالية بالدرجة الأولى، يليهم الفرنسيون والألمان والبرتغاليون والبريطانيون (إنجليز أو اسكتلنديون) والأرمن والإيرلنديون والمالطيون والسويسريون والروس والبولنديون والكروات والبلغار ومجريون والأوكرانيون والليتوانيون والإستونيون واللاتفيون والسويديون والدنماركيون والهولنديون والبلجيكيون والنمساويون واليونانيون والإسكندنافيون والأتراك. كما توجد أعداد أصغر من الجورجيين واللبنانيين.
توجد العديد من المستعمرات مثل نويفا هيلفيشيا كولونيا سويزا (مستعمرة سويسرية) وكولونيا فالدينسي (مستعمرة بييمونتية) في إقليم كولونيا. هناك أيضاً قرى أسسها أوائل المستوطنين البريطانيين، مثل كونكياس وباركر. توجد مستوطنة روسية تدعى سان خافيير في إقليم ريو نيغرو. توجد أيضاً مستعمرات مينونايت في إقليم ريو نيغرو وفي إقليم كانيلونيس. تشتهر إحداها (إل أومبيو) بدولشي دي ليشي (كراميل) وتقع بالقرب من مدينة يونغ.
وصل العديد من المهاجرين الأوروبيين الأوروغواي في أوائل القرن التاسع عشر وأثروا بشدة على الهندسة المعمارية وثقافة مونتيفيديو والمدن الكبرى الأخرى. لهذا السبب فإن مونتيفيديو والحياة فيها تذكّر جداً بأوروبا الغربية.
ما يقرب من 6 ٪ من السكان هم من المستيزو، بينما يشكل الأفروأوروغوانيين 4 ٪ وحوالي 1 ٪ أو 2 ٪ من أصل آسيوي وغالبيتهم من العرب اللبنانيين والسوريين وأيضاً من أصل صيني أو ياباني. يشكّل الأمريكيون الأصليون قلة في المنطقة الريفية الشمالية الغربية.

### التوزع الديموغرافي
يقطن مونتفيديو الحضرية نحو مليون ونصف المليون النسمة، وهي العاصمة وأكبر المدن. ما تبقّى من السكان يعيشون في المناطق الحضرية في نحو 20 بلدة ومدينة. تبعد مونتيفيديو نحو 200 كيلومترا (124 ميلا) عن بوينس آيرس في الأرجنتين المجاورة.
يبلع معدل محو الأمية في الأوروغواي (98 ٪) وتوجد طبقة وسطى كبيرة في المناطق الحضرية. خلال السبعينات والثمانينات هاجر ما يقرب من 600,000 شخص الأوروغواي، بصورة رئيسية إلى إسبانيا وإيطاليا والأرجنتين والبرازيل. بينما هاجر آخرون إلى بلدان مختلفة في أوروبا وأستراليا والولايات المتحدة.
نتيجة لانخفاض معدل المواليد وارتفاع متوسط العمر المتوقع، ومعدل عال نسبياً من هجرة الشباب، فإن سكان الأوروغواي هم من البالغين. في عام 2006، بلغ معدل المواليد 13.91 ولادة لكل ألف من السكان، وهو أقل من الدول المجاورة الأرجنتين (16.73 ولادة/1000 السكان) والبرازيل (16.56 ولادة / 1000 السكان).
هناك فصل رسمي بين الكنيسة والدولة. بينما تحتفظ الحكومة بإحصاءات بشأن الانتماء الديني، فإن مسحاً أجري عام 2004 نشر في جريدة بايس اليومية أفادت بأن 54 ٪ من الذين تمت مقابلتهم وصفوا أنفسهم بأنهم من الرومان الكاثوليك، و 11% من البروتستانت، و 9 ٪ من المؤمنين من دون انتماء ديني، و 26 ٪ من غير مؤمنين.
رغم أن الغالبية من مواطني الأوروغواي لا يمارسون الدين بنشاط، فإنهم اسمياً أعضاء في الكنيسة الكاثوليكية وطوائف أخرى. يعتبر المراقبون السياسيون أن الأوروغواي أكثر البلدان علمانية في أمريكا الجنوبية.
تمتلك الأوروغواي برنامج رعاية اجتماعية في اقتصاد مختلط منذ التسعينات من القرن الماضي.
شجع تماثل الثقافة والتشابه اللغوي بالإضافة إلى المسافات القصيرة بين المدن الأوروغوانية والعاصمة الأرجنتينية بوينس آيرس العديد من الموهوبين الأوروغوانيين للاستقرار في الأرجنتين. من بين الأوروغوانيين المشاهير في الأرجنتين الممول خوان نافارو والصحفي الرياضي فيكتور هوغو موراليس والمغنية والممثلة ناتاليا أريرو ولاعبو كرة القدم أنطونيو ألزامندي وإنزو فرانسيسكولي وكارلوس غوين والممثلة شينا زوريا وكارلوس بيرسيافايي ورسام الكاريكاتير هرمنغيلدو سابات والصحافي لويس سيزار أفيليس.
الهجرة إلى الولايات المتحدة ارتفعت في الآونة الأخيرة، لكنهم يشكلون جزءاً صغيراً من سكان الولايات المتحدة من أصل لاتيني. يعيش غالبية المغتربين الأوروغوانيين في الولايات المتحدة في ميامي ونيو جيرسي وواشنطن العاصمة.

### اللغة
اللغة الرسمية في الأوروغواي هي اللغة الإسبانية، ويتحدث بها 94% من المواطنين . لذلك، الإسبانية هي اللغة المستخدمة في الحياة السياسية وفي المجالات الاقتصادية والثقافية. وتستخدم اللغة الإنجليزية في بعض الأحيان في الأنشطة التجارية. ويوجد لغات أخرى، مثل الفرنسية والبرتغالية والألمانية التي لا تستخدم في كثير من الأحيان.

## النقل والمواصلات
الطرق السريعة، وليس السكك الحديدية، هي الوسيلة الرئيسية للنقل في الأوروغواي. أما بحريا فميناء مونتيفيديو هو الميناء الرئيس بالبلاد، مونتيفيديو هي أيضا البوابة الرئيسية لرحلات الطيران للشركات داخل وخارج البلاد. الحافلات وفيرة وبأسعار معقولة. سيارات الأجرة هي مريحة للسفر محليا، ولكن استئجار السيارات (على الرغم من التكلفة العالية) هي المفضلة عادة من الزوار الأجانب.

## الاتصالات
بلغت خطوط الهواتف الرئيسة المستخدمة للأوروغواي عام 2007 965200 خط بينما بلغت خطوط الهاتف النقال 3 ملايين و 4 آلاف خط.

## الثقافة

### المطبخ الأورغواي
المطبخ الأوروغوياني هو مزيج من المأكولات في العديد من البلدان الأوروبية، مع التركيز بشكل خاص على أطعمة البحر الأبيض المتوسط من إسبانيا وإيطاليا والبرتغال وفرنسا.
التأثيرات المحتملة الأخرى على المطبخ قد تنجم عن الهجرة من دول مثل ألمانيا وبريطانيا. الطعام يشبه جدا المطبخ الأرجنتيني

### الموسيقى
الموسيقى في الأوروغواي تشمل عددا من الأشكال الموسيقية المحلية. تلك هي أهم ما يميز رقصة التانغو، murga، شكلا من أشكال الموسيقى والمسرح، و candombe، وهو نوع من أصل أفريقي في الأوروغواي من الموسيقى التي تحدث سنويا خلال فترة الكرنفال. وهناك أيضا milonga، قيثارة الأغنية الشعبية وشكل المستمدة من التقاليد الأسبانية والمتصلة بأشكال مماثلة وجدت في العديد من البلدان للولايات المتحدة من أصل أسباني. ويقال أن المغني الشهير التانغو كارلوس غارديل قد كان من بلدة أوروغواي من تاكواريمبو. [بحاجة لمصدر]
الموسيقى الشعبية وأوروغواي، والذي يركز على صخرة، وموسيقى الجاز والعديد من الأشكال الأخرى، ويجعل في كثير من الأحيان إشارة إلى الأصوات أوروغواي واضح المذكورة أعلاه. مجموعة 1960s المقلدين من فريق البيتلز، وتستحق اهتماما خاصا باعتبارها الفرقة التي بدأت المشهد الصخور الأرجنتيني. ويتمتع أيضا على نطاق واسع، cumbia، وهو أسلوب الموسيقى الشعبية في معظم أنحاء أمريكا الوسطى والجنوبية من قبل الشعب أوروغواي.

### الأدب
واحد من الأعمال أوروغواي الأكثر شهرة في الأدب هو خوسيه انريكي رودو (1871-1917). كتبت في عام 1900، ويتناول الكتاب مع الحاجة إلى الحفاظ على الروحية والقيم المادية في حين أن التقدم التقني متابعة. كتب فلورنثيو سانشيث (1875-1910) يلعب حول المشاكل الاجتماعية التي يتم تنفيذها حتى اليوم. كتب خوان Zorrilla دي سان مارتين (1855-1931) القصائد الملحمية عن التاريخ أوروغواي. وخوانا دي Ibarbourou (1895-1979) واجوستيني (1866-1914) الشعراء أيضا ملحوظا. الكتاب المحدثين تشمل أوروغواي خوان كارلوس Onetti (صاحب الأرض الحرام وبناء السفن)، والروائي ماريو عندما سافر الاجتماعية إدواردو غاليانو الناقد، يسوع ماريو مورايس.

### الدين
تم فصل الكنيسة عن الدولة بشكل رسمي في العام 1916 للميلاد. ووفقاً لآخر مسح رسمي بلغت نسبة من يدين بالمسيحية من الشعب الأوروغواني 58.1 % (47 % رومان كاثوليك، و 11.1 % بروتستانت)، فيما تحصّل من يؤمن بالله لكن دون اعتناق أي ديانة نسبة 23.2 %، ونسبة 17.2 % للملحدين وللا أدريين، و 0.6 % لأتباع ديانة الأومباندا أو أديان أفريقية أخرى، و 0.3 % لمعتنقي اليهودية، فيما جاءت نسبة 0.4 % لديانات أخرى .

### الرياضة

#### كرة القدم

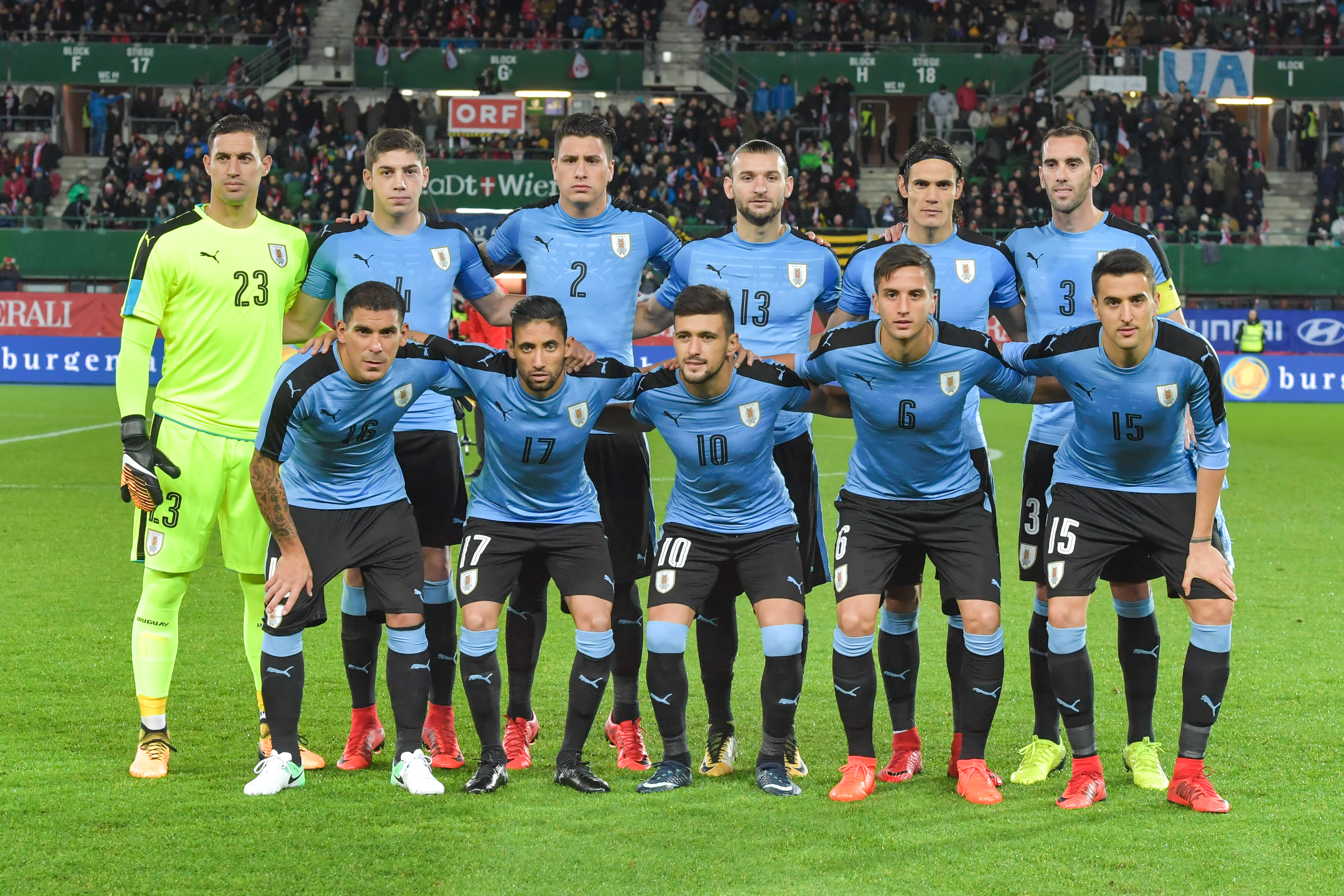
منتخب الأوروغواي لكرة القدم عام 2017

منتخب الأوروغواي أول فائز ومستضيف لبطولة كأس العالم لكرة القدم بعد تغلّبه على منتخب الأرجنتين لكرة القدم بنتيجة 4 - 2 في المباراة النهائية لبطولة كأس العالم لكرة القدم 1930 وفاز المنتخب بجميع مبارياته من دون خسارة ولا تعادل. كما فاز بكأس العالم عام 1950 في البرازيل بعدما فاز في كل مبارياته ما عدا مباراة واحدة تعادل فيها مع المنتخب اإأسباني. لم يفلح الفريق في التأهل لبطولة كأس العالم لكرة القدم 2006 في ألمانيا بعدما هَزَمه أستراليا في مجموعة الملحق. و كذلك قد تأهل المنتخب الأوروغواياني إلى كأس العالم 2014 بالبرازيل وودّع البطولة من دور ال16 على يد منتخب كولومبيا القوي
لمنتخب الأوروغواي أيضاً عدد كبير من الألقاب القارية، فقد فاز 15 مرة ببطولة كوبا أمريكا، أولها عام 1916 وآخرها عام 2011. أعلى تصنيف حصل عليه المنتخب من الفيفا هو 14 (في مايو 1994). في عام 1927 حقق المنتخب الأوروغوياني أكبر انتصار له، ضد منتخب بوليفيا لكرة القدم، بنتيجة 9 - 0. ظهر منتخب الأوروغواي في كأس العالم 10 مرات، في آخر بطولة لكاس العالم 2010 في جنوب أفريقيا وصل المنتخب إلى المربع الذهبي وحصل على المركز الرابع، وفي كوبا أمريكا 39 مرة. فازت أوروغواي ببطولة كوبا أمريكا 15 مرة في الأعوام: 1916، 1917، 1920، 1923، 1924، 1926، 1935، 1942، 1956، 1959، 1967، 1983، 1987، 1995، 2011. كما فازت بالميدالية الذهبية في أولمبياد 1924 وأولمبياد 1928.
وصل إلى الدور النصف النهائي في 2010.

### التعليم
تحتل الأوروغواي المرتبة الأولى في عدد العارفين بالقراءة والكتابة في أمريكا اللاتينية، حيث بلغ نسبتهم 96% من السكان في عام 1985.
أوروغواي لديها أعلى معدل لمحو الأمية في أمريكا الجنوبية ، بمعدل وطني يبلغ 97.3 ٪. يتم أخذ التعليم على محمل الجد، و قد كانت أوروغواي أول بلد يزود كل طالب بجهاز كمبيوتر محمول مجاني.
إن التعليم الإبتدائي (6 سنوات من التعليم) في أوروغواي مجاني و إلزامي، ويبلغ عدد المدارس الابتدائية في عام 1987، و2,382 مدرسة، بما في ذلك 240 مدرسة خاصة. وكان يبلغ عدد المعلمين 16,568 معلمي المدارس الابتدائية، وطلبة المدارس الابتدائية فقد بلغ عددهم 354,177.

## التصنيفات الدولية
التصنيفات السياسية والاقتصادية
الناتج المحلي الإجمالي للفرد - المرتبة الثانية والستون عالمياً بـ 13,163 دولار أمريكي.
مؤشر التنمية البشرية - المرتبة الخمسون عالمياً بـ 0.865.
معامل جيني لتوزيع الدخل - 45.2.
نسبة المتعلمين - المرتبة الواحدة والخمسون عالمياً بـ 97.7%.
معدل البطالة - المرتبة إثني عشر ومئة عالمياً.
التصنيفات الصحية
معدل الخصوبة - المرتبة الأربعون ومئة عالمياً بـ 1.85 لكل امرأة.
معدل الولادة - المرتبة الثلاثون ومئة عالمياً بـ 15.1 لكل 1,000 نسمة.
معدل وفيات المواليد - المرتبة الخامسة والسبعون عالمياً بـ 11.32 وفاة لكل 1,000 مولود.
معدل الوفيات - المرتبة التاسعة والسبعون عالمياً بـ 9.09 وفاة لكل 1,000 نسمة.
معدل الانتحار - المرتبة الرابعة والعشرون عالمياً بـ 15.1 حالة انتحار بين الذكور و 9.04 بين الإناث لكل 100,000 نسمة.
متوسط العمر المتوقع - المرتبة السادسة والأربعون عالمياً بمعدل عمر 79.3.
معدل إنشار نقص المناعة المكتسبة - المرتبة الثامنة ومئة عالمياً بنسبة انتشار 0.30%.
تصنيفات أخرى
انبعاثات ثاني أكسيد الكربون - المرتبة الخامسة والعشرون ومئة عالمياً بـ 1.65 طن من الانبعاثات لكل نسمة.
استهلاك الكهرباء - المرتبة الثامنة والثمانون باستهلاك قدره 7,762,000,000 كيلو واط/ساعة.
مؤشر السلام العالمي - المرتبة الخامسة والعشرون.
الأوروغواي عضو في حركة عدم الانحياز الدولية ومنظمة دول أمريكا الشمالية ومنظمة ميركوسور ومجموعة دول الأنديز ومنظمة الدول الأمريكية ومنظمة دول الاتحاد اللاتيني .

## اقرأ أيضا
- وادي الغربان